# Reus (folklore)

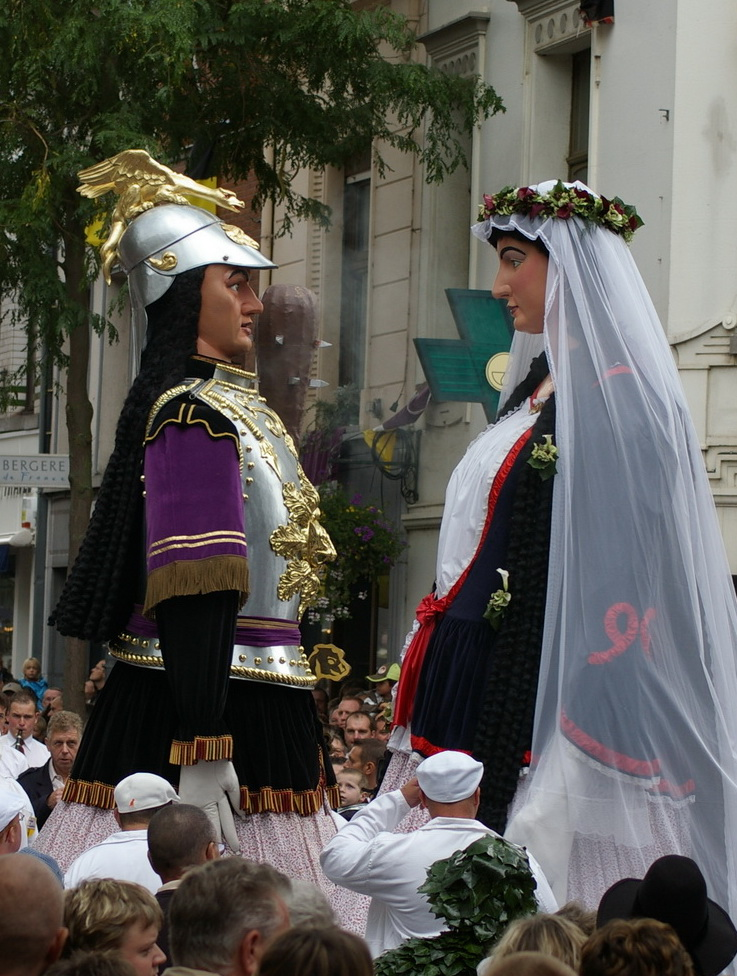
Monsieur et Madame Goliath, dansend reuzenpaar

Een folkloristische reus, processiereus, stadsreus of kortweg reus is een meer dan levensgrote pop, een reus, die van binnen hol is, waardoor er ruimte is voor een drager of dragers. De reus kan een historisch, legendarisch of fantasiepersonage voorstellen, soms ook een dier of fabelwezen. Een gehuwde mannelijke reus is bekend als een reuzegom, van het Franse homme. Een vrouwelijke reus is een reuzin.
Volgens sommigen moet een reus aan een aantal voorwaarden voordoen, zoals een traditionele vorm, een bepaalde grootte en bepaalde gebruikscriteria. Steltlopers, grote poppen opgehangen aan touwen, en andere niet op plaatselijke folklore of oude tradities steunende reuzenpoppen worden niet tot de folkloristische reuzen gerekend.
Folkloristische reuzen nemen volgens een oude Europese traditie deel aan optochten, processies en andere, meestal feestelijke evenementen. Anno 2025 bestaan er enkele duizenden folkloristische reuzen in Europa, waarvan het merendeel in Spanje en België te vinden is. Aangezien ze slechts bij speciale gelegenheden naar buiten treden, lokt hun aanwezigheid meestal grote aantallen kijklustigen.

## Geschiedenis

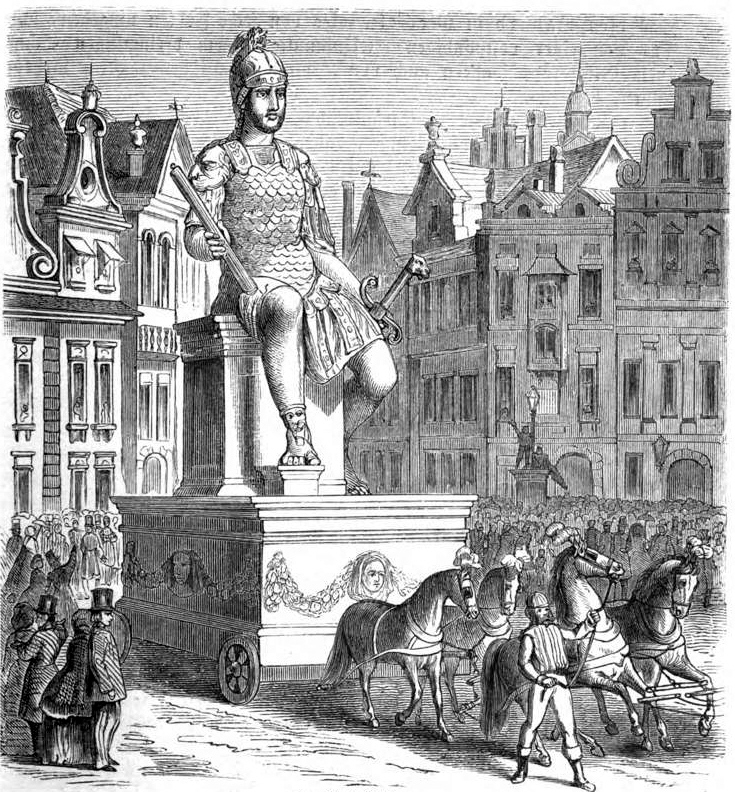
Reuzegom Antigoon uit Antwerpen, gesneden door Pieter Coecke van Aelst, een zittende reus. Das festliche Jahr in Sitten, Gebräuchen und Festen der germanischen Völker, 1863

Reuzen bestaan al in Europa sinds eeuwen, en de huidige reuzenpopulatie blijft groeien. De oorspronkelijke reuzen verbeelden religieuze figuren en stapten mee in processies, waar ze een dramatische functie hadden. Een bekend figuur is Goliat, de reus die werd geveld door David. Ook de heilige Christoffel zag men weleens opduiken. Door de eeuwen heen veranderde dit gebruik; processies werden steeds vaker uitgebreid met profane elementen om een ruimer publiek te trekken, sommige reuzen werden verbonden aan een gilde en/of beeldden een lokale legende uit.
Al in de 13e eeuw zou de Spaanse stad Pamplona drie stadsreuzen hebben gehad: Pero Suciales, Mari Suciales en Jucef Lacurari. Ook de Portugese stad Alenquer zou rond die tijd al stadsreuzen hebben gehad. In 1398 verscheen de eerste stadsreus in Antwerpen, in 1424 te Barcelona, in 1447 te Bergen op Zoom, in 1461 te Leicester en in 1462 te Aat (Le Cheval Bayard in de Ducasse van Aat).
De Franse Revolutie maakte een einde aan de feodaliteit en de macht van de kerk: er werden veel processies geschrapt en de reuzen vernietigd. Ook ambachten, gilden en broederschappen die voorheen een belangrijke rol speelden bij de zorg voor reuzen en ommegangen werden opgedoekt. Ten tijde van de Belgische staat keerden ze weer, maar ditmaal met een andere rol en betekenis. Vanaf dan beelden reuzen meer een verhalen en figuren uit de buurt of streek uit. De reuzen worden voornamelijk lokale symbolen die vaak een buurt of een vereniging vertegenwoordigen (bv. reus Djon van de Snorrenclub Antwerpen.

### Ommegang en Cavalcaden

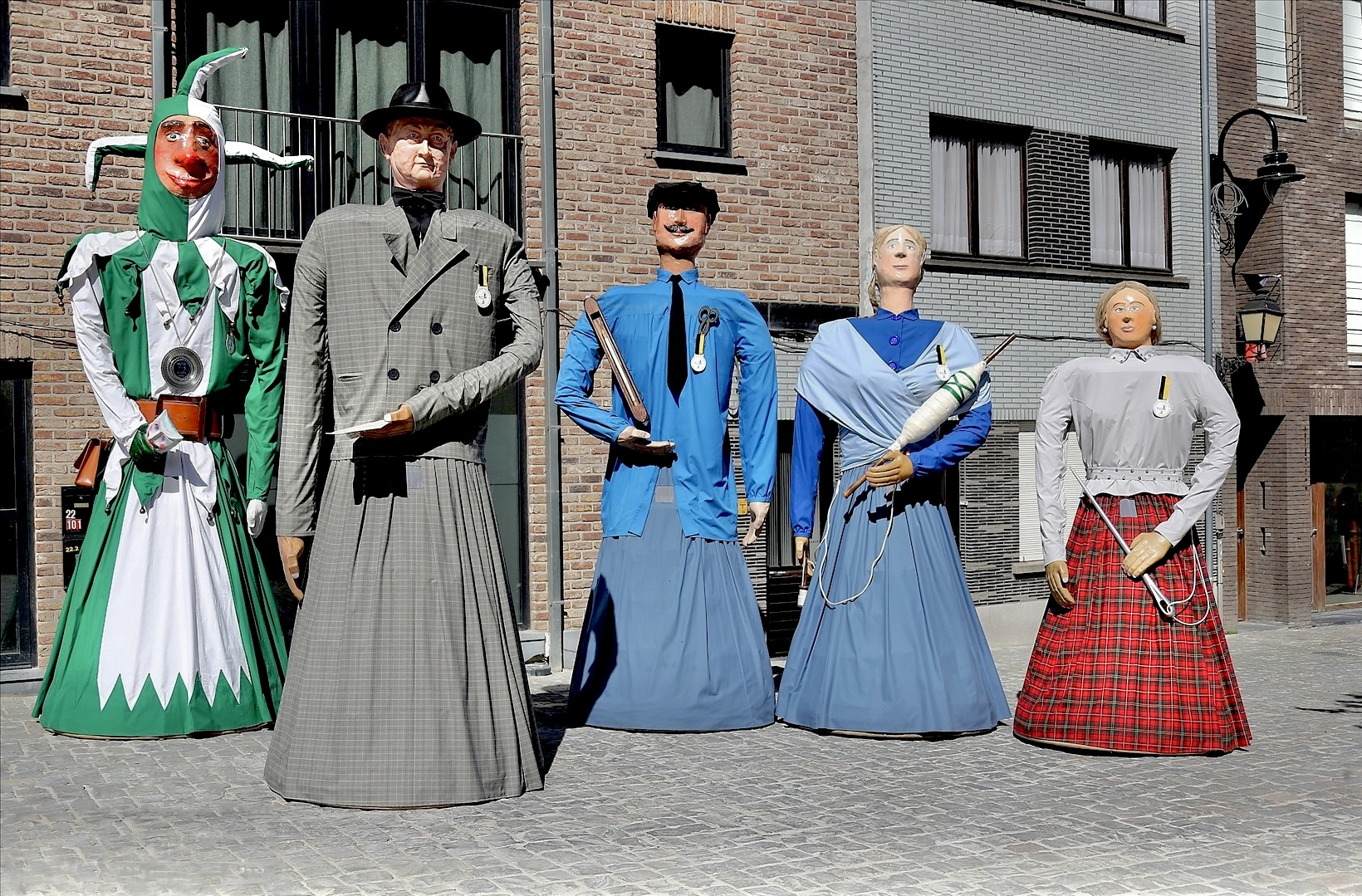
Reuzen van Ronse: M.A.X. de Zot van Ronse, Ephrem de Beiaardier, Staf de Wever, Manse de Spinster, Angeleki de Naaister

Het openbare leven van de reuzen speelt zich hoofdzakelijk af tijdens de cavalcaden. In Vlaanderen en Brabant waren dit de hoogtepunten van het jaar: de reuzen verschenen alleen op dit ogenblik in het openbaar. De bekendste historische cavalcaden met reuzen zijn:
- De Cavalcade van OLV-ten-Rhode
- De Ommegang van Aat
- De Ommegang van Antwerpen
- De Ommegang van Appels
- De Ommegang van Bergen (Mons)
- De Ommegang van Brussel (1549) en Meyboom
- De Ommegang van Dendermonde en Katuit
- De Ommegang van Geraardsbergen
- De Ommegang van Ieper
- De Ommegang van Leuven
- De Ommegang van Lier: 5-jaarlijks
- De Ommegang van Mechelen
- De Ommegang van Namen
- De Ommegang van Sint-Niklaas

De meeste reuzentradities bepalen dat stadsreuzen nooit hun geboortestad mogen verlaten. Dit is onder meer het geval voor de reuzen van Aat, Geraardsbergen, Sint-Niklaas, Lier en Mechelen. Ook het Ros Beiaard van Dendermonde verlaat zijn stad niet. Dit fenomeen werd door de heemkundige Frans De Potter in 1870 als volgt beschreven: "...buiten zijn geboorteplaats gevoelt den Reus zich vreemd, hij wandelt buiten zijn erf rond als een onbegrepen genie!" Een historische uitzondering werd gemaakt naar aanleiding van de Wereld expo, toen werd een reuzenbijeenkomst gehouden, waarop tal van oude reuzen aanwezig waren.
De Gildereuzen van Dendermonde verlaten enkel bij speciale gelegenheden op verzoek hun geboortestad. Sommige reuzen verlaten enkel tegen betaling hun thuisstad of -dorp. Dit is een voorbeeld van financieel reuzen te laten opdraven als attractie. Hierdoor krijgen sommige reuzen veel kritiek, omdat zij aan hun geboortestad gebonden zijn en nooit hun "territorium" mogen verlaten. Een uitzondering wordt toegestaan als de reuzen uitgenodigd worden voor een reuzenhuwelijk of doopsel, en als daarbij als getuigen optreden.

### Recente ontwikkelingen
Tegenwoordig laten ook heel wat wijken of groepen een reus bouwen, die ze in eigen beheer onderhouden. In de streek rond Aat worden ook miniatuurversies van de oude reuzen gebouwd door, en voor kinderen (mini-géants), dit pedagogisch project stimuleert de plaatselijke jeugd met dit erfgoed in dialoog te gaan.

## Verspreiding

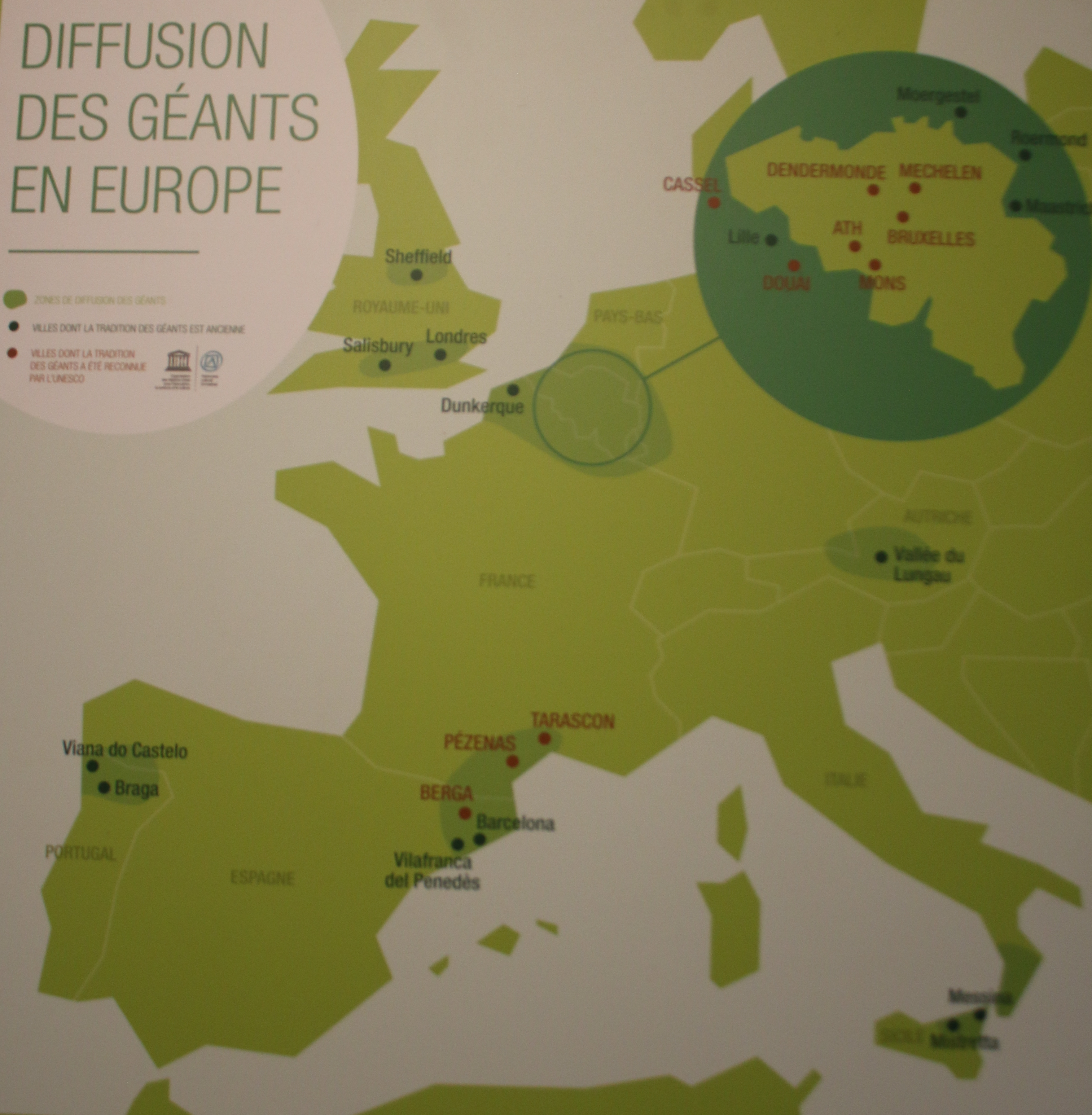
Verspreiding van stadsreuzen in Europa

In Europa zijn er verschillende regio's waar deze folklore als immaterieel erfgoed levend zijn. De bekendste regio's bevinden zich in Frans-Vlaanderen, Vlaanderen, Wallonië, Catalonië, de Balearen, Madrid en een paar regio's in Engeland en de Alpen. Elke regio heeft zijn eigen karakteristieke eigenschappen en tradities. Elke regio heeft een overkoepelende structuur die de lokale folkloristen advies geeft en promoot. Bekende organisaties zijn "Reuzen in Vlaanderen", la Ronde des Géants (1977) en de "agrupacion de Colles geganters de Catalunia".
Vlaanderen kent meer dan 1700 stadsreuzen. Meerdere steden hebben hun reuzen die de stad vertegenwoordigen. In november 2005 heeft UNESCO de reuzenoptochten van Brussel, Mechelen, Dendermonde, Aat en Bergen (zie ook Ducasse van Bergen) erkend als immaterieel cultureel erfgoed.

## Het leven van de reus
Een reus is niet zomaar een pop: hij of zij representeert een erfgoedgemeenschap.
Een reus wordt dan ook vaak als echte inwoner van de stad of gemeente beschouwd. Reuzen worden niet gemaakt maar geboren, ze krijgen een doopakte of een plaats in het bevolkingsregister. Vervolgens worden ze feestelijk gedoopt en krijgen een peter en een meter. Reuzen kunnen ook onderscheidingen krijgen, zo draagt Ferdinand (zie foto) verscheidene eremedailles en draagt Sinterklaas een gulden medaille aan zijn koorkap. Andere reuzen krijgen dan een grootlint met de kleuren van het wapenschild van de stad. Soms sterft of verdwijnt een reus: door verval, door een tekort aan reuzenvrijwilligers of publieksbelangstelling. Sommige steden (zoals Mechelen en Antwerpen) zijn al eeuwenlang in het bezit van stadsreuzen en hun lot is vaak aan elkaar verbonden, vaak krijgen ze ook de functie als vertegenwoordiger van de stad mee, een soort mascotte.

### Reuzenfamilie
Na hun doopsel kunnen reuzen zich verloven met elkaar, deze verloving wordt officieel bekend gemaakt tijdens een verlovingsfeest. Conform de gebruiken gaat een reuzenpaar een katholiek huwelijk aan, in de plaatselijke parochie. Daarbij zijn getuigen aanwezig en ook genodigden, die in de feestelijkheden deelnemen. Bij het huwelijk van reuzegom graaf Boudewijn en Alix in 2022 waren er verschillende hoge gasten aanwezig uit binnen en buitenland waaronder Reus Mercator, Prins Jan de Ligne en zelfs een reuzenechtpaar uit Catalonië. Het uitnodigende reuzengilde regelt de praktische organisatie van de feestelijkheden. Nadat in 1960 Reuzin Minneken Poes zich verloofde met Cieper tijdens de Berestoet, verhuisde de kattenreuzin van Zwevegem naar Ieper; de doopstad van haar man. De reuzenkatten wonen er beide nog steeds. Na een aantal jaren huwelijk kunnen de reuzegom en zijn gade een reuzenkind verwekken, dat ook gedoopt wordt. Soms verliezen reuzenechtparen hun kroost tijdens een oorlog. Zo zou het reuzenkind uit Wetteren in 1810 gestorven zijn tijdens de doortocht van Napoleon.

### Dansende reuzen
Een van de oudste manieren om de reuzen tot leven te brengen is hen omringen met muziek. Een van de meest bekende deuntjes is het Reuzenlied "Al wie daar komt,...". Deze melodie werd altijd gespeeld op tamboerijn en fifer, waarop de reus tot leven kwam. De meeste oude reuzenparen zullen nog steeds enkel bewegen en dansen als er muziek wordt gespeeld.
Een bijzondere manier van verplaatsen vinden we in Borgerhout: de plaatselijke reuzenfamilie bevindt zich op een Triomf- of Reuzenwagen, voortgetrokken door trekpaarden. Eigenlijk worden zij gerekend tot de dwergreuzen. Tijdens de optocht voeren de dragers geregeld een menuet uit. Deze traditie gaat terug op de oude Reuzentreinen in Antwerpen waarbij op een reuzenwagen dwergreuzen dansten in de klederdracht van de landen waarmee deze Scheldestad handel dreef.
Echte folkloristen zweren het gebruik van wieltjes af: ze promoten de kunst van het reuzendragen tijdens een reuzentreffen, speciaal voor gedragen reuzen. Voor vele gilden is het dragen van een reus een erezaak.

### Reuzengilde
Het dragen van de reus is zwaar en vergt veel ervaring; dit is doorgaans een mannenzaak. Elke reus heeft zijn eigen vertrouwde dragers, die conform de traditie allen een witte broek als uniform dragen. De meeste reuzengilden zijn gestructureerd onder leiding van een gildemeester. In sommige streken gaat deze erezaak over van vader op zoon, en lopen de jongste dragers mee met de ervaren leden. Bij de oudste reuzenfamilies neemt de eigenaar van de reuzen, vaak de stad, alle kosten voor zijn rekening. De gilde mag dan namens de stad de reuzen laten leven. Doch hebben vele gilden het niet eenvoudig om hun reuzen tijdens het seizoen te laten dansen, vaak is er een groot tekort aan dragers.
Het Dendermondse Ros Beiaard wordt gedragen door twaalf pijnders, die worden afgewisseld in drie ploegen, vroeger twee ploegen van twaalf. De Dendermondse reuzen dansen werkelijk door de stad in een drie uur durende ommegang op Katuit, op donderdag van de jaarlijkse kermis. Later dan, na het vuurwerk, dansen de reuzen finaal voor ze in hun standplaats worden gezet, voor weer een jaar. Tot 1962 waren er zes dragers voor de drie reuzen. Nadien kwamen er drie bij. Nu zijn er zelfs tien dragers. De huidige, gemoderniseerde ommegang met speciale effecten is heel wat levendiger, met onderdelen uit de Ros Beiaard ommegang en tienduizenden toeschouwers.

## Constructie

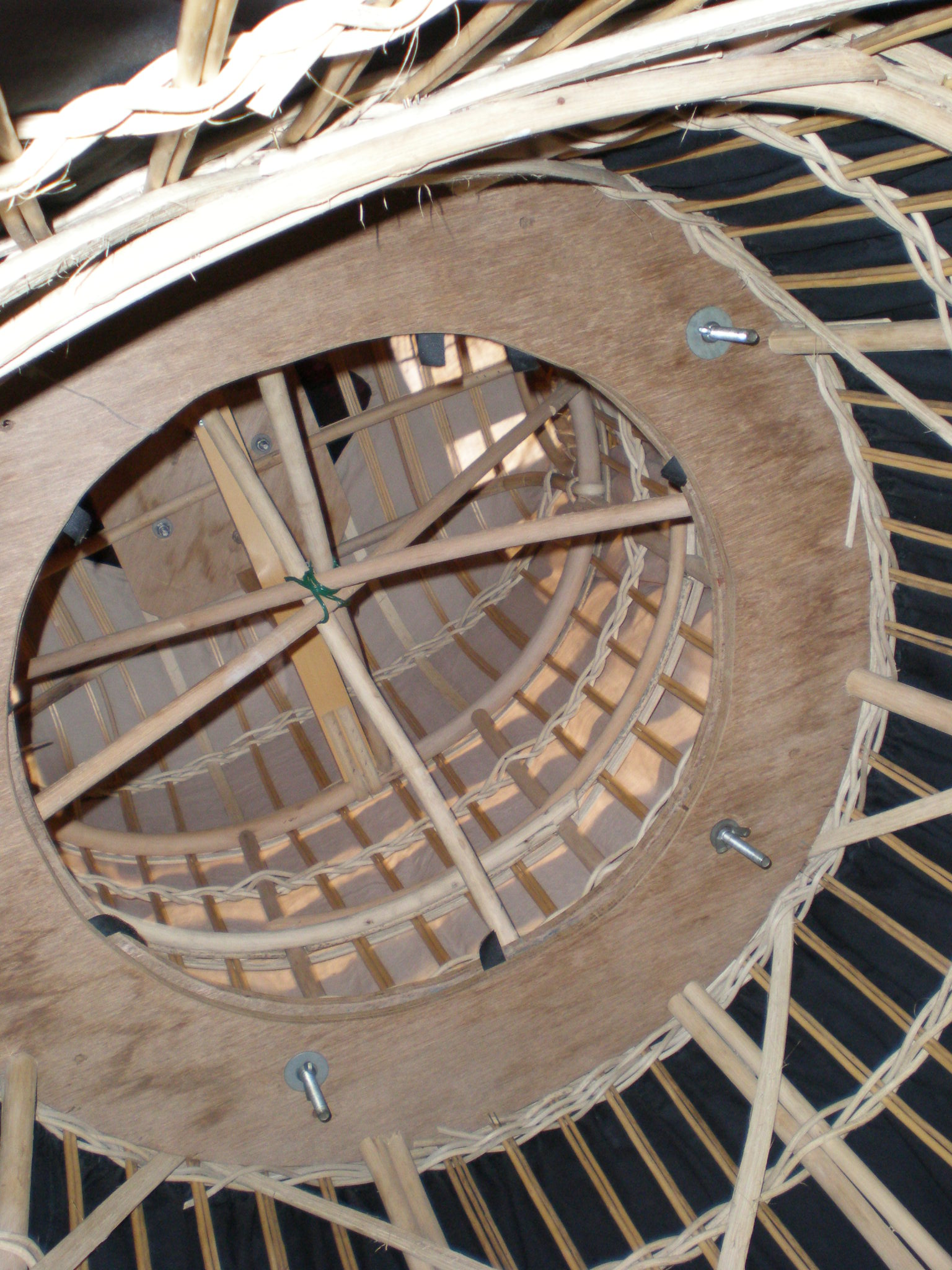
Binnenkant van een reus

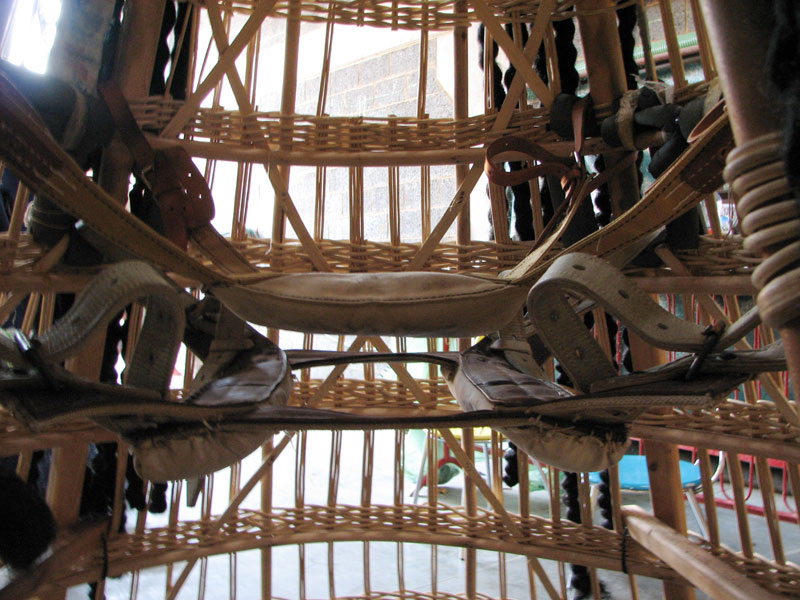
Een draagkussen, gebruikt in de streek rond Aat

Naargelang de figuur is de constructie verschillend per reus. Een reuzenkind zal anders worden gemaakt dan een reuzegom (Man) of reuzin. Zo ook voor een kameel, die bulten heeft, een leeuw, een paard (bijvoorbeeld Ros beiaard) of een draak. Reuzen worden gebouwd, door een reuzenbouwer (Frans: Facteur des Géants). De voorkeur van folkloristen gaat vaak uit naar hout en rotan om de basis te maken: hierdoor kan een vlechter creatief een lichaam maken op een goedkope en werkbare manier. Dit materiaal is licht zodat de drager het beter kan dragen of de begeleider de reus vlotter kan voortbewegen. Heel wat mandenvlechters konden op verzoek een reus maken, en deze kennis werd lokaal doorgegeven. Een reuzenlichaam bestaat uit een mand, een romp, de armen en een hoofd. De handen en het hoofd worden meestal gesneden uit hout, maar kunnen ook uit andere materialen worden vervaardigd. Vaak wordt dit onderdeel toevertrouwd aan een beeldhouwer of een kunstenaar. Bekende kunstenaars die reuzenhoofden maakten zijn Pieter Coecke van Aelst (reuzen van Antwerpen), Gillis Vlederman (reuzen van Wetteren), Frans Van Immerseel (Reuzen van Ieper) en EH August Nobels (reuzen van Sint-Niklaas).

### Mand
De mand heeft twee belangrijke functies: het verbergen van de drager in de reus en zorgen voor de stabiliteit tijdens stilstand. De mand van een volwassen reus moet voldoende hoog worden gevlochten, rond de 2 meter, zodat een volwassen man erin past. De mand van een reuzenkind is kleiner. Onderaan de mand zijn verstevigingen aangebracht, zodat het vlechtwerk goed op zijn plaats blijft zitten. Ten slotte wordt aan de voorkant van de mand een kijkgat voorzien, zodat de drager zich kan oriënteren en communiceren met de begeleiders. De doorsnede van de mand varieert, meestal wordt een mand conisch gevlochten, ten behoeve van de stevigheid.

### Gewicht
Net zoals bij alle mensen, zijn ook alle reuzen uniek: hun lengte en gewicht zijn verschillend. Het gewicht van een reus wordt hoofdzakelijk bepaald door de volgende factoren:
- de grondstof van de hoofden en handen
- de grondstof van de mand
- de grootte van de reus
- het gewicht van de kledij
- de vochtigheid van de kledij

Bij sommige reuzen komt daar nog een variabel gewicht bij, zo moeten de dragers van het Ros Beiaard rekening houden met het gewicht van de Vier Heemskinderen.

## Bescherming
Het te veel verplaatsen van oude reuzen brengt risico's met zich mee. De oudere reuzen zijn vaak zeer kwetsbaar omdat ze uit hout en riet zijn gemaakt. Het herstellen van oude reuzen vergt veel vooronderzoek. De oude ambachtelijke technieken zijn op de meeste plaatsen gewoon uitgestorven. Ook de oorspronkelijke kledij wordt regelmatig vervangen door exemplaren uit goedkopere stof. Hoe ouder de reus, hoe interessanter zijn kledij. Vele reuzen zijn gekleed in traditionele kledij. Hiervoor werden vaak dure stoffen gebruikt, die echter versleten zijn. Het herstellen van oude reuzen wordt vaak uitgevoerd door plaatselijke amateurs. Deze vervangen de oude fragiel structuur vaak door metaal, aluminium of kunststof. De reus wordt hierdoor feitelijk herbouwd, en verliest zijn authenticiteit. Deze praktijk wordt zo veel mogelijk ontmoedigd. Soms is de schade aan het reuzengeraamte zo groot, dat men beslist een kopie te laten bouwen. De originele reuzen gaan dan op rust, en hun kopieën worden dan traditioneel gebruikt. Dit gebeurde met de reuzen van Cassel, waar reuze-papa en reuze-maman vervangen werden door een hedendaagse kopie. Deze oplossing wordt als verantwoord beschouwd, en is ook goedgekeurd door de UNESCO, die de reuzen opnam in zijn lijst. Uiteraard is het sensibiliseren en beschermen van oude reuzen de beste oplossing. Plaatselijke gemeenten hebben de verantwoordelijkheid als eigenaar om hun stedelijk patrimonium te beschermen en goed te onderhouden. Het is de bedoeling dat de reuzen van een stad nog voor de komende eeuwen te zien zijn op feestelijkheden.

### Onderzoek en bescherming

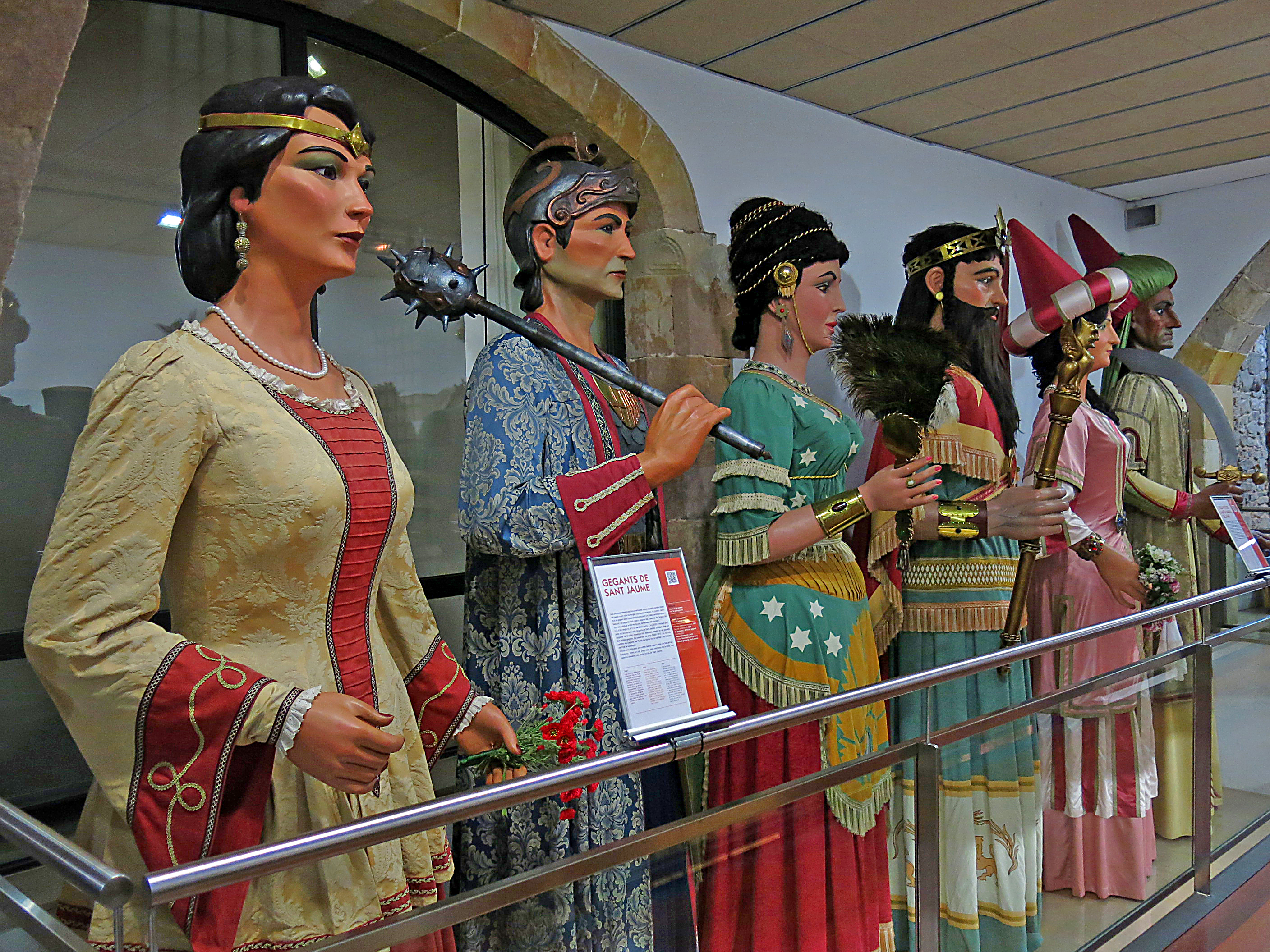
Permanente tentoonstelling van reuzen in het Casa dels Entremesos, Barcelona

Sinds de 20e eeuw zijn er heel wat heemkundigen en volkskundigen die zich toewijden aan de wetenschappelijke studie van de Europese reuzenpopulatie. Vooral René Meurant en Renaat van der Linden hebben baanbrekend werk verricht. Inventarisatie gebeurde sinds de jaren 1950: het KIK legde toen een reeks historische opnamen onder leiding van Jacques Hersleven vast van de reuzenfamilies uit Geraardsbergen, Mechelen, Lier, Duffel en Dendermonde. Thans worden er ook culturele delegaties politiek ondersteund. Andere belangrijke spelers:
- Museum Het Reuzenhuis in Aat
- Werkplaats Immaterieel Erfgoed
- Dienst immaterieel erfgoed Vlaanderen
- Faro
- Volkskunde Vlaanderen
- Lokale Erfgoedcel
- Casa dels Entremesos, Barcelona

## België

#### Aat
Ducasse van Aat; stoet met praalwagens, internationaal bekende reuzen die jaarlijks huwen en een gevecht aangaan met David, ze gaan de laatste zondag van augustus uit. Het museum Het Reuzenhuis belicht de reuzentraditie in Aat en in Europa.

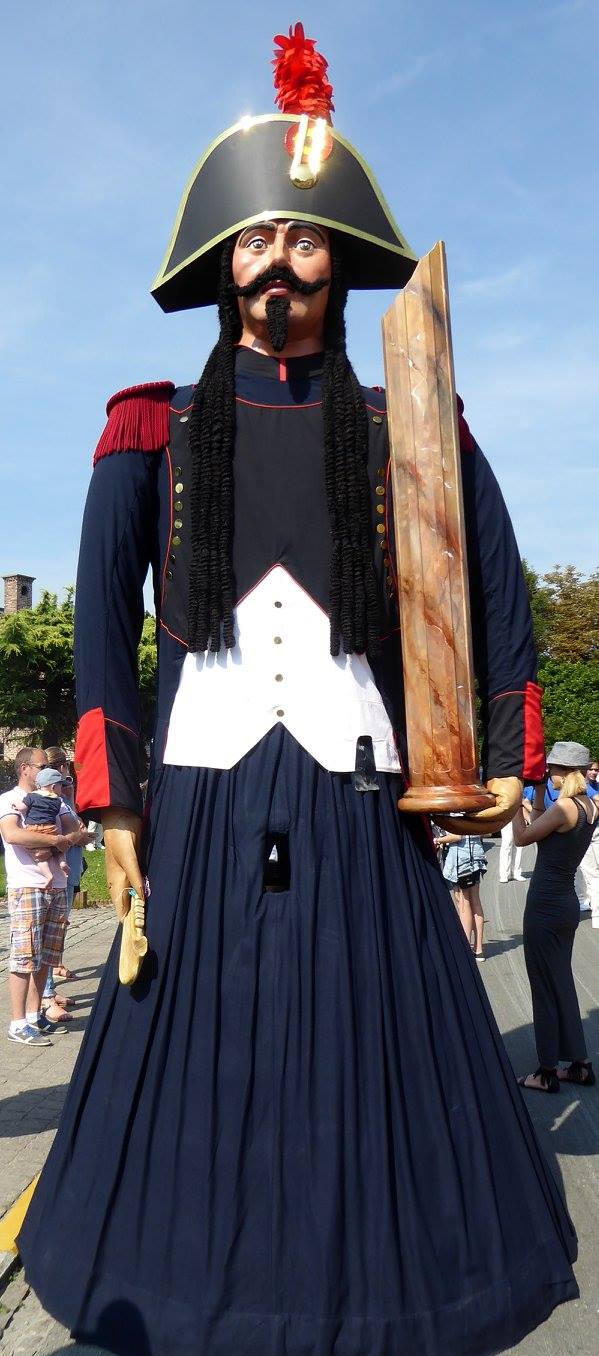
Reus Samson, Aat
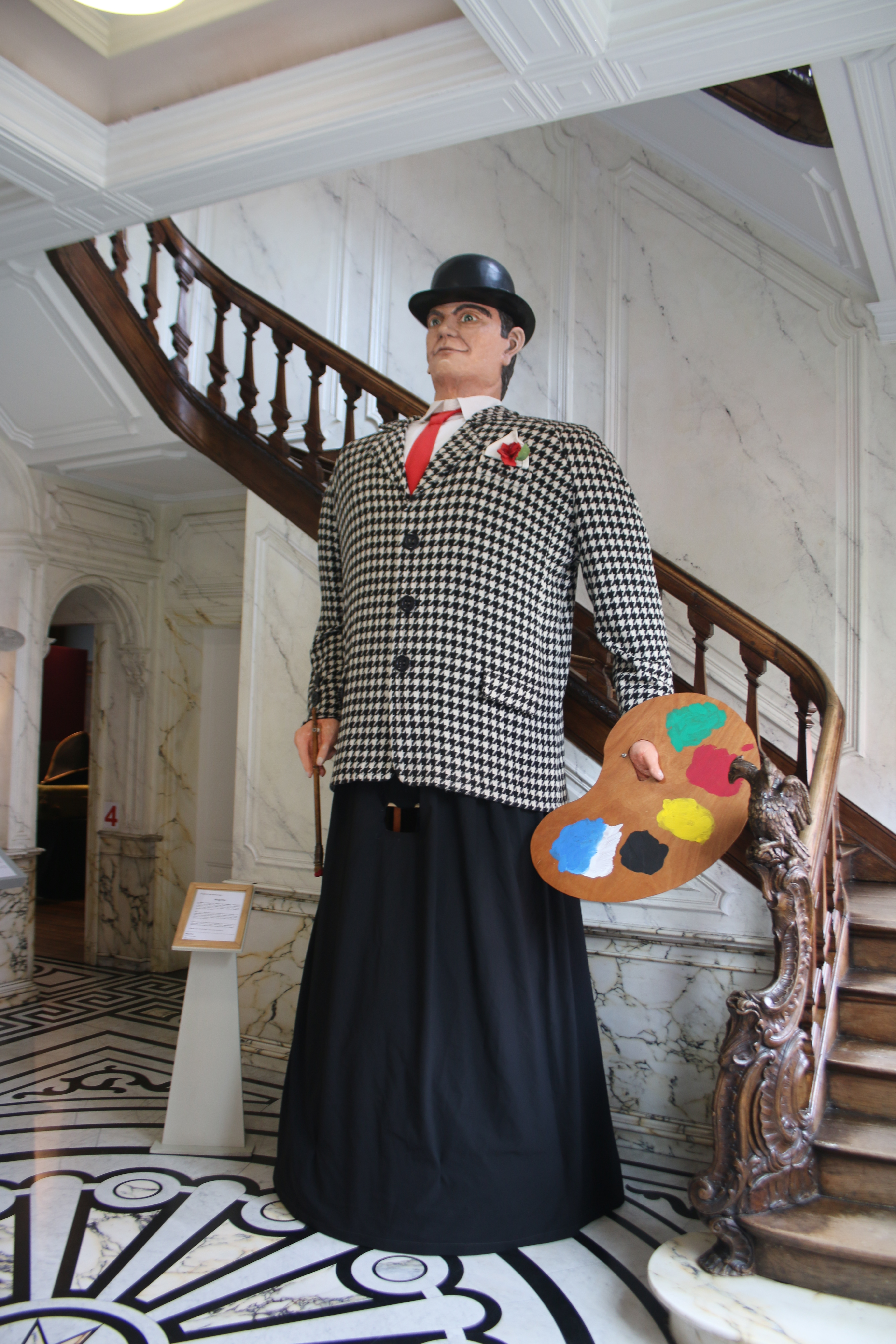
René Magritte in het Maison de Géants, Ath
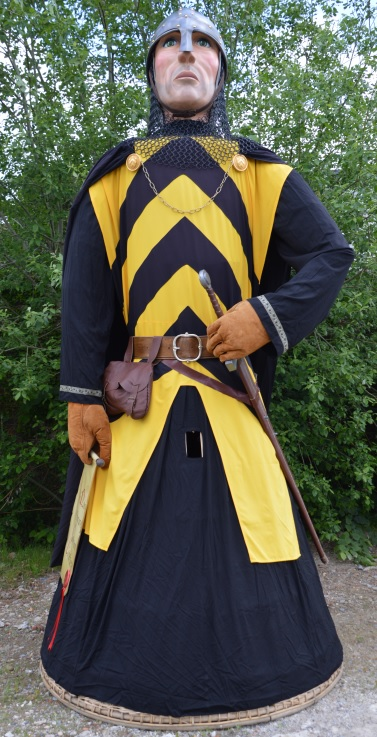
Boudewijn IV van Henegouwen uit Aat, 'gedoopt' in 2004
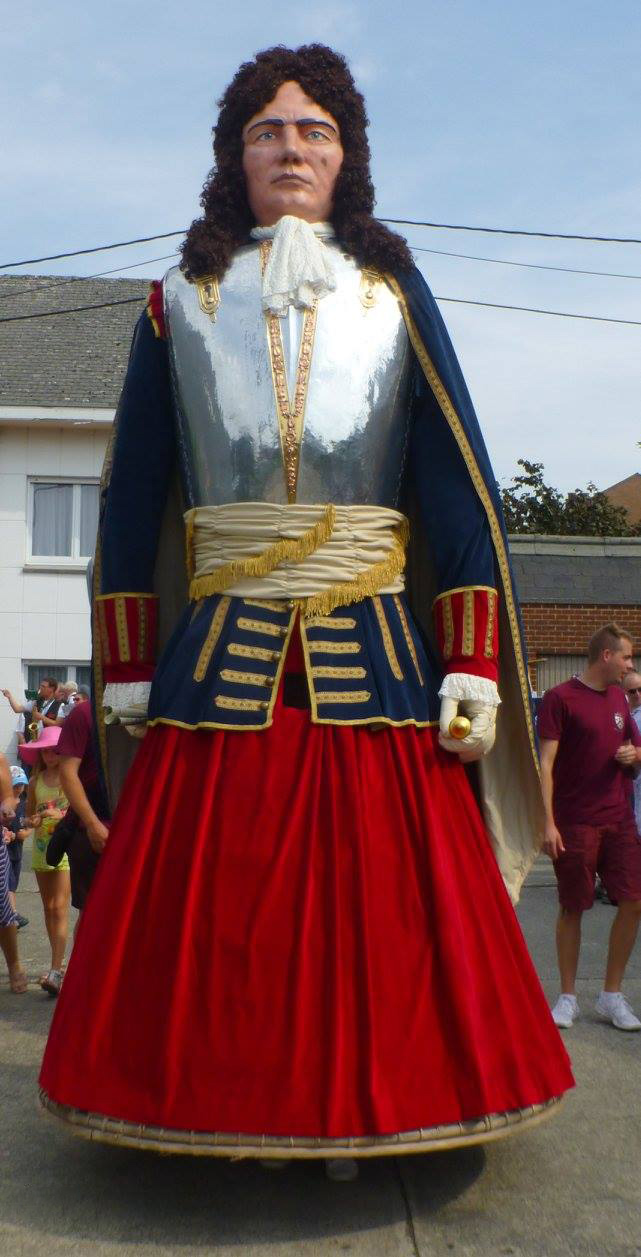
Maarschalk Vauban uit Aat

### Vlaanderen

#### Antwerpen

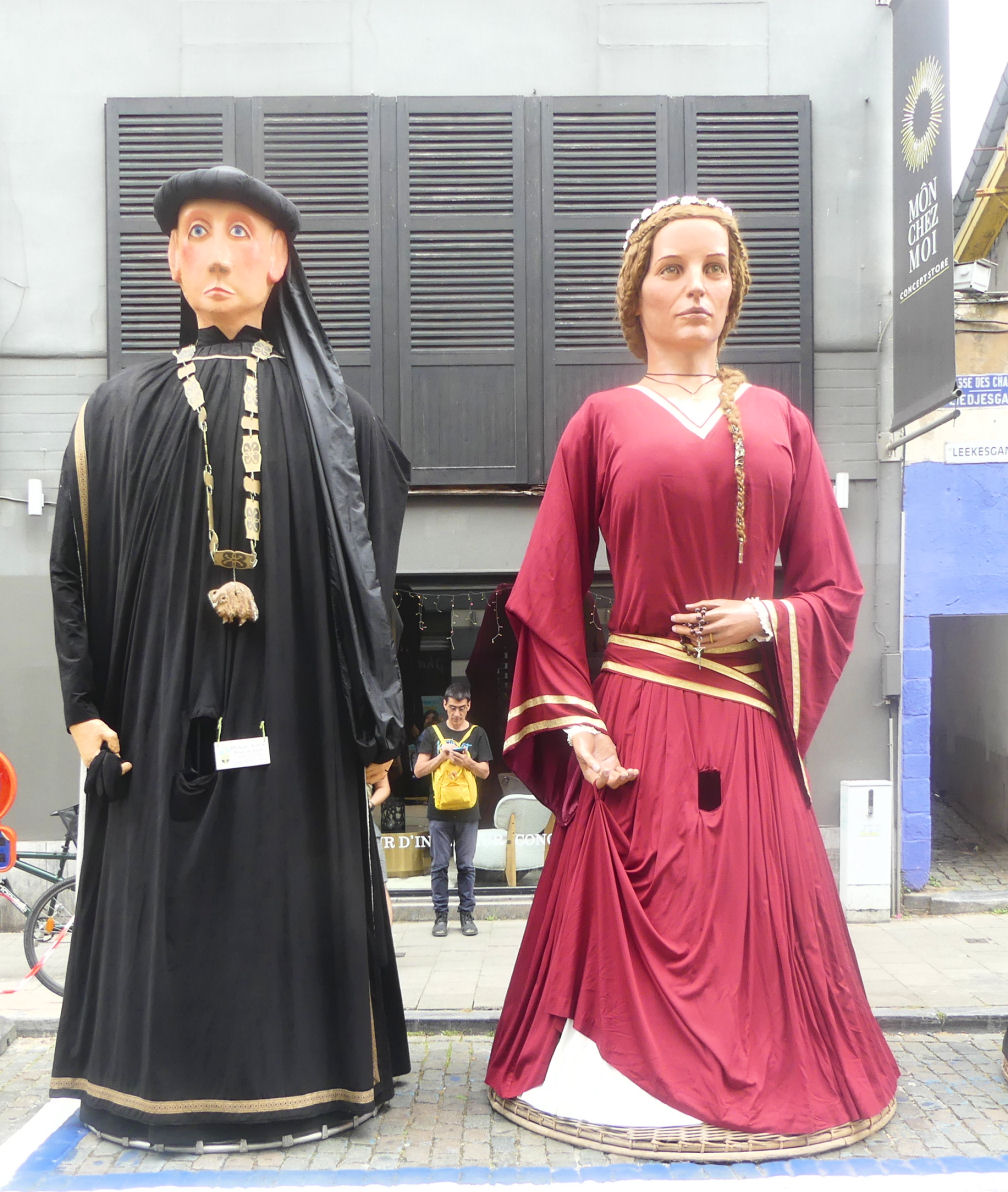
Filips de Goede (Marollen) en Alix van Namen (Aat) in 2023

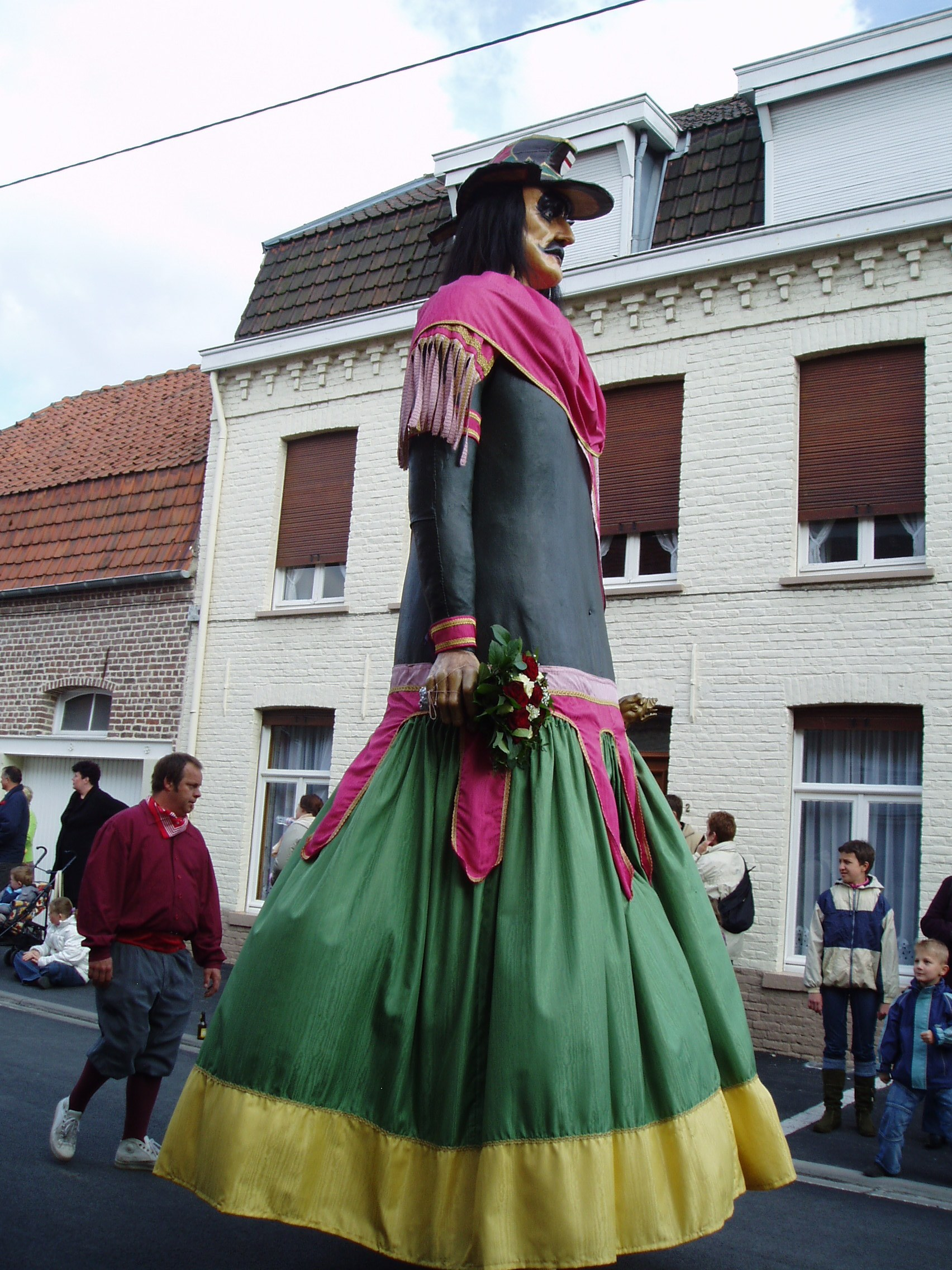
Goliath van Dendermonde in Steenvoorde

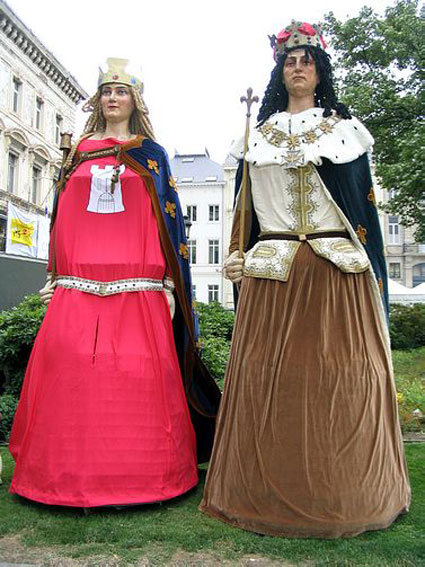
koning Lodewijk XIV en Reine Tournay, Reuzenpaar uit Doornik, wachtend op de stoet

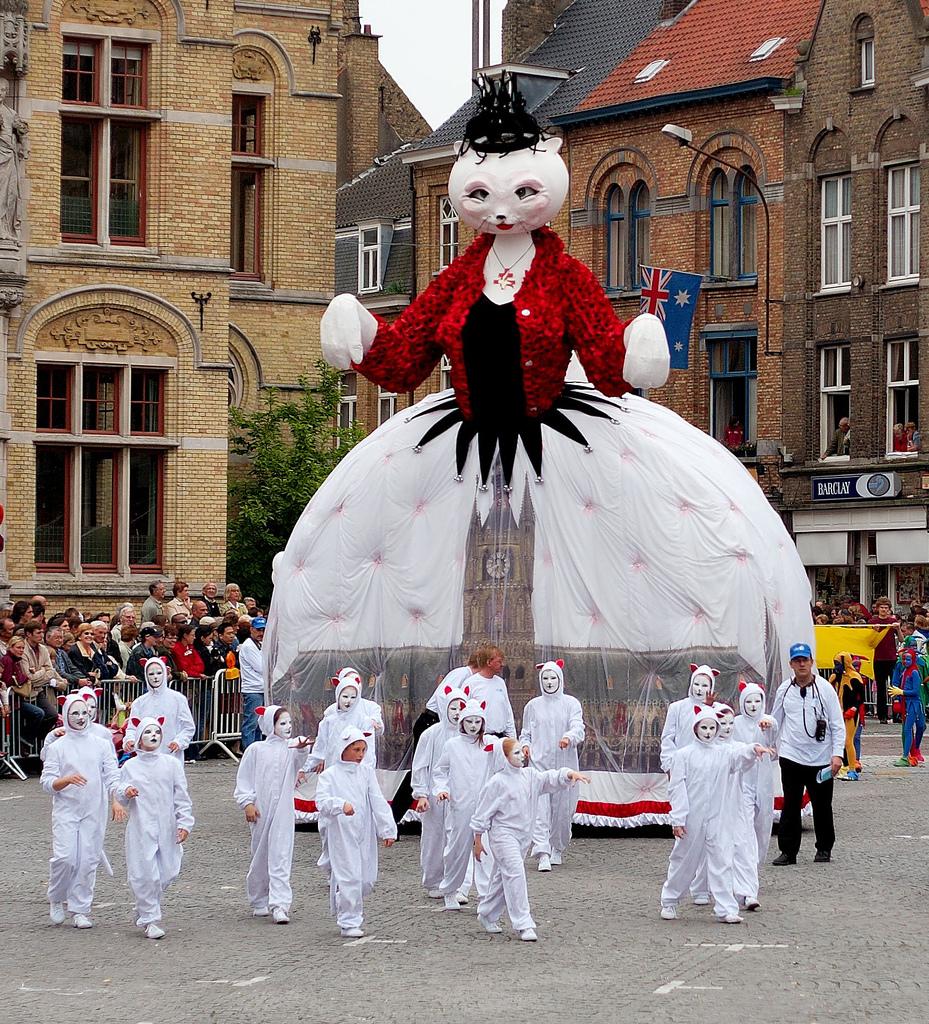
Reuzin Minneken Poes, geboren in Zwegem, verhuisde nadat ze zich verloofde met Cieper, naar Ieper

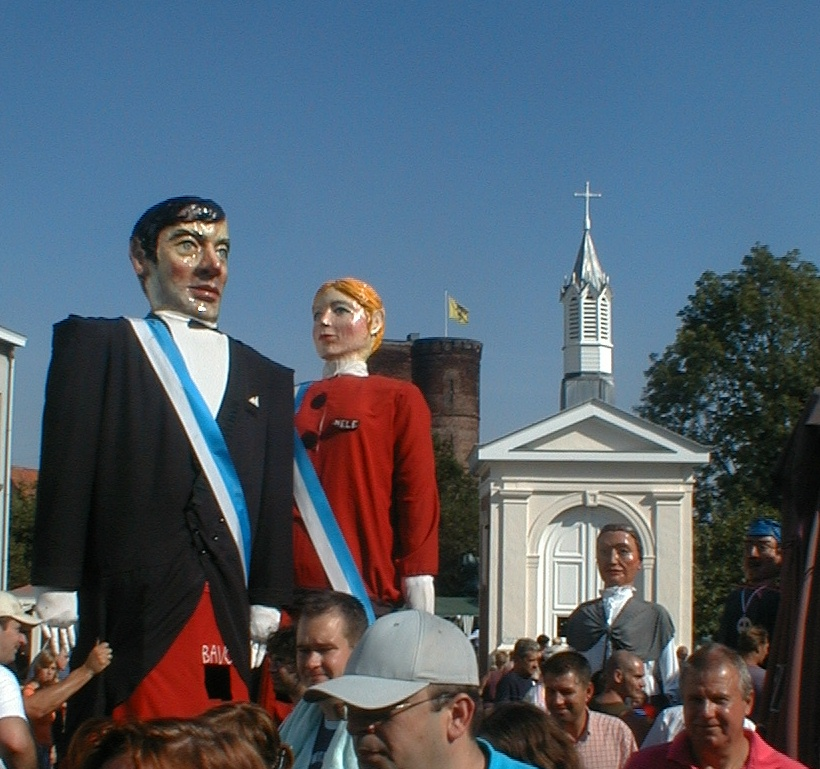
Bavo en Nele uit Moerzeke in Rupelmonde

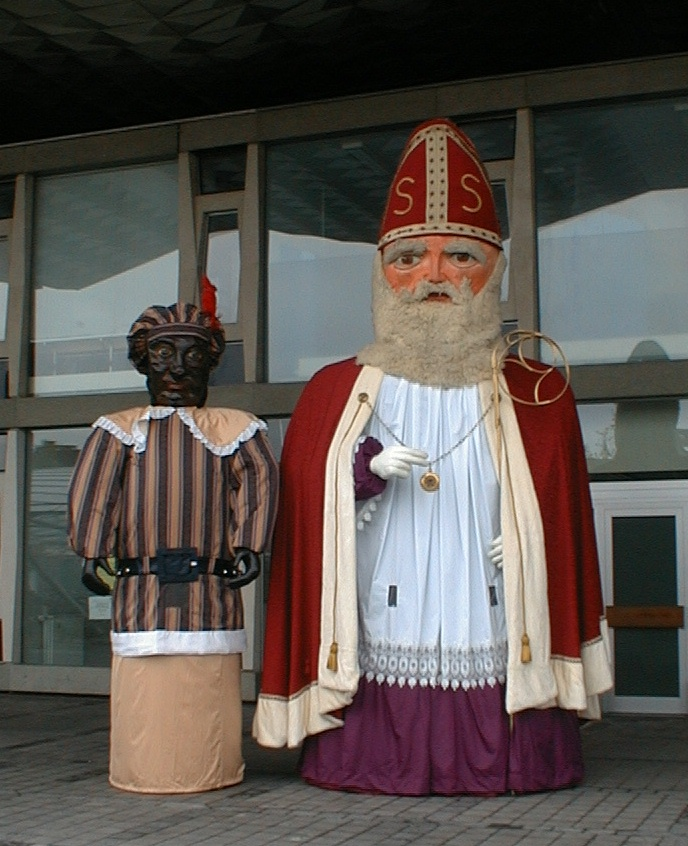
Sinterklaas en Zwarte Piet in Sint-Niklaas

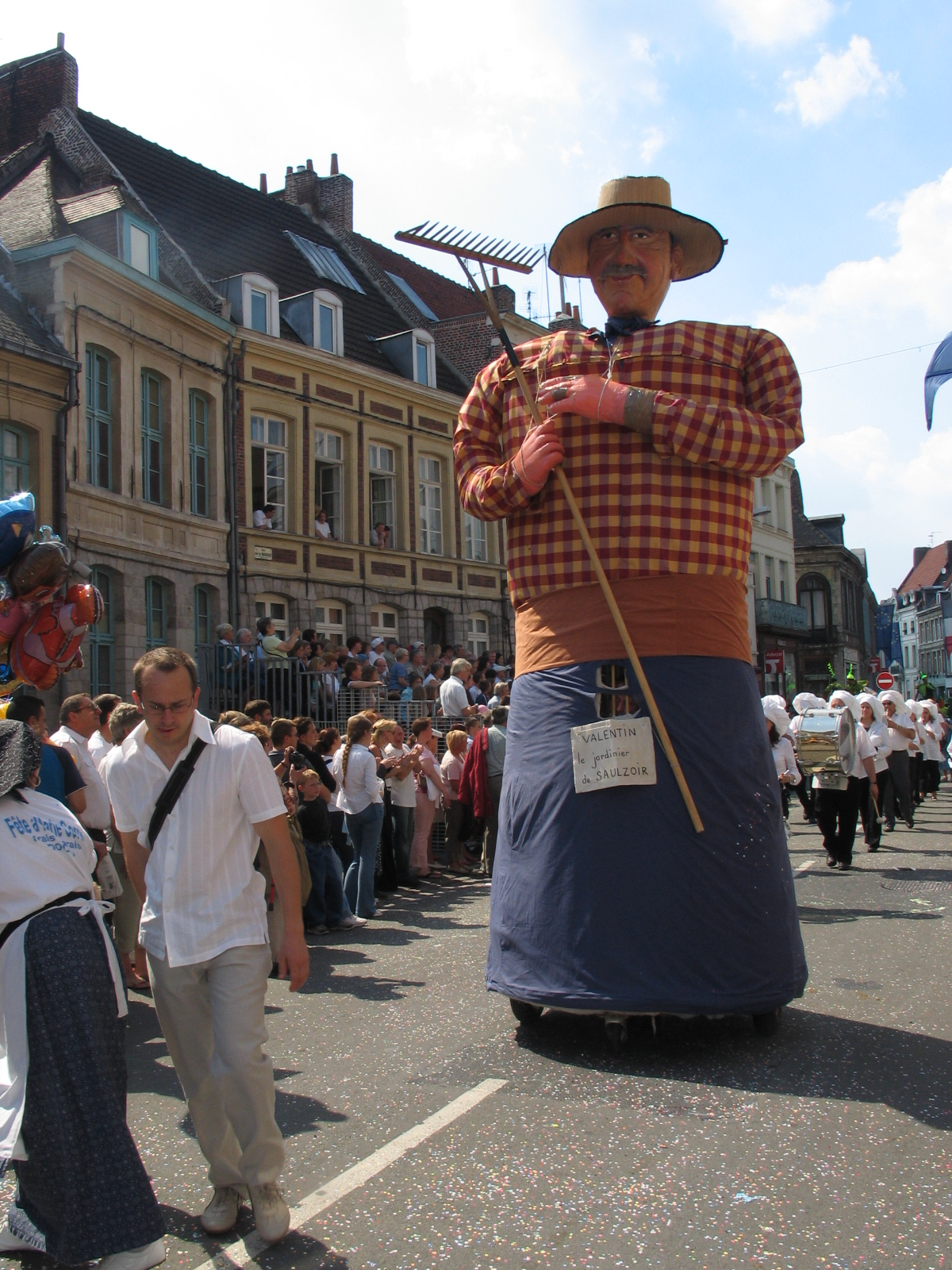
Valentin, de tuinman uit Saulzoir

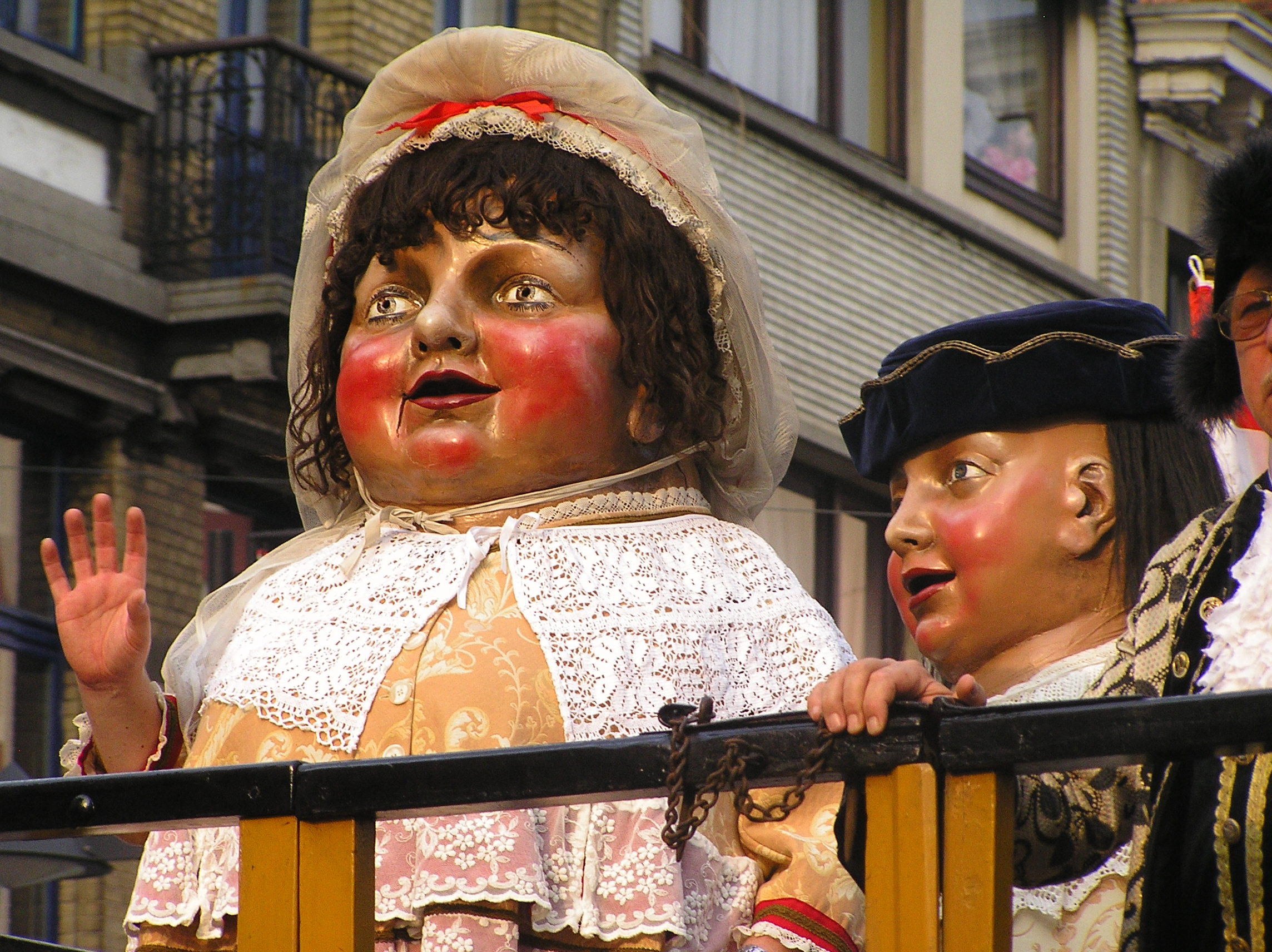
De Reuskens van Borgerhout, behorend tot de Spaanse cabezudos (reuzenhoofden)

In Antwerpen gaat de reuzentraditie terug tot de veertiende eeuw. In 1534-1535 wordt niemand minder dan de hofschilder Pieter Coecke Van Aelst gevraagd om een grote stadsreus te ontwerpen. Deze stelt de reus Druon Antigoon voor, verwijzend naar de stadssage waaraan Antwerpen haar naam te danken heeft. In 1765 krijgt hij het gezelschap van een reuzin die aanvankelijk de Stadsmaagd voorstelt, maar al snel de naam Pallas Athena krijgt. Het nabijgelegen Borgerhout kiest in 1712 er eveneens voor om hun ommegang op te fleuren met reuzenfiguren. Maar de achttiende eeuw is geen goede tijd voor reuzen. Het is wachten tot de 20ste eeuw voor een nieuwe bloeitijd met grootse stoeten georganiseerd door de Academie en de rederijkerskamers (o.m. naar aanleiding van de Wereldtentoonstelling). Het Jaar van het Dorp betekent een nieuwe impuls voor de reuzenbouw. Ook het begin van de 21ste eeuw zet heel wat verenigingen in gang. In 2012 is er een ware babyboom aan reuzen, allemaal creatief gebouwd door lokale verenigingen. De stad telt dan een 90-tal reuzen die de diversiteit van de stad weerspiegelen. Vaste stoeten om deze reuzen te bewonderen zijn de Seminiviering in Antwerpen (maart), de Reuzenstoet van Deurne (september), de Reuskensstoet van Borgerhout (september), de Sinterklaasstoet in Berchem (november) en de vijfjaarlijkse Geitestoet in Wilrijk.

#### Dendermonde
In Dendermonde is er elke laatste donderdag van augustus de traditionele Reuzenommegang Katuit. Dit is een folkloristisch spektakel waarbij duizend figuranten de drie gildenreuzen Mars, Goliath en Indiaan omringen. In deze ommegang worden de reuzen voorafgegaan door een stoet die de geschiedenis van Dendermonde uitbeeldt en de oorsprong van de plaatselijke spotnamen verklaart aan de hand van praalwagens. Op het einde is er een vuurwerk waarna de reuzen terug worden geplaatst onder groot gejoel van het publiek. Deze eeuwenoude reuzen staan wijd en zijd bekend door hun uitstekende danskunsten en zijn dan ook zeer geliefd in Dendermonde.

#### Grembergen (Dendermonde)
In Grembergen wordt er jaarlijks in het weekend na de eerste zondag van september een kermis gehouden. Die vrijdag wordt er een reuzenommegang georganiseerd en dat sinds 1985. De eerste editie was bedoeld als grap van een kermisgroep. Het eerste reuzenpaar bestond uit de reuzen Ward en Charlotte, gebouwd door JZC (Jeugd Zonder Club). Doorheen de jaren groeide het aantal reuzen gestaag. Het Treuzencomité nam de fakkel over van JZC als organisator in 2002. Meer dan 26 reuzen stellen stuk voor stuk bekende Grembergenaren voor die het symbool zijn van de vereniging waar ze mee in de stoet lopen. Deze stoet met spiegelreuzen is de grootste in zijn soort wereldwijd. In 2025 op 12 september is het de 40ste reuzenstoet. Een historisch hoogtepunt voor deze deelgemeente van Dendermonde 

#### Lier
De Lierse reuzenfamilie dateert uit de 15e eeuw: Goliath is de reuzenvader, hij beeldt de Filistijnse reus Goliath uit, die door de herdersjongen David vermoord wordt (bijbels verhaal). Goliath is 400 cm hoog en weegt 85 kg. De vrouw van Goliath is de Reuzin. De kamenierster is de huishoudhulp van de familie. De 3 kinderen van Goliath en de Reuzin zijn Kinnebaba (de bekendste, het is een moederskindje met een besnotterd gezicht en een rammelaar in zijn hand), Jannekebroer en Miekezuster. De grootouders van Kinnebaba, Jannekebroer en Miekezuster zijn Groteva en Grotemoe. Verder zijn er nog de 2 Moorkens. Enkele bekende wijkreuzen zijn Cor de Kluts, Wardje, Grimmara, Pallieter en Juffrouw Agnes.
De Lierse reuzen verzamelen in een reuzentrein die bestaat uit de Lierse stadsreuzen en de wijkreuzen. Met 21 reuzen is de Lierse reuzentrein de grootste en compleetste van Europa. Naast de reuzen omvat de reuzentrein nog vier fabeldieren (de kemel, de olifant, Ros Beiaard en sinds 2022 de Lierelei) en 3 praalwagens: leeuw met maagdenberg, de hellewagen en het schip van 's lands welvaren. Daarnaast vindt men ook nog huppelpaardjes en kleine attributen. Felix Timmermans noemde ze ooit "de kartonnen lijfwachten der grote feesten". Lang kwamen de reuzen jaarlijks buiten maar vanaf de 20e eeuw zijn hun optredens exclusiever geworden. Enkel bij grote feesten laten de reuzen zich nog zien, zoals het Sint-Gummarusfeesten (om de 25 jaar) en het eenmalige Lier 800 (800 jaar stadsrechten). Deze 'regel' werd in 2015 aangepast naar jaarlijks, 5-jaarlijks en 25-jaarlijks. Jaarlijks geeft dit 'de Groote Zondag', een wandeling met de historische reuzen door het centrum van Lier waar steeds andere gaststeden worden uitgenodigd. 5-jaarlijks is er een ommegang. 25-jaarlijks zijn het de Gummarusfeesten, in het geval van de reuzen is het dan 2 zondagen op rij een ommegang met heel veel toeters en bellen. Lees, randanimaties en optreden door heel de stad, die voor die dagen ondergedompeld wordt naar een middeleeuws Lier.
In 2020 werd er een nieuwe stadsreus in Lier gebouwd, die St-Gummarus voorstelt, hij neemt elk jaar deel aan de processie.

#### Ronse
In Ronse gaat de reuzencultuur terug tot 1952 wanneer de eerste stadsreuzen - Staf de Wever en Manse de Spinster - voor het eerst werden meegedragen tijdens de jaarlijkse Bommelsfeesten te Ronse.
Het was bekend volksfiguur – componist – beiaardier – muziekleraar Ephrem Delmotte die het initiatief nam om deze reuzen te laten aanschaffen door de stad.
Op woensdag 7 december 1955 werden de Reuzen plechtig gehuwd tijdens een feestelijk huwelijksplechtigheid op de 'Grote Markt' te Ronse. Een jaar later kreeg het getrouwde reuzenpaar een reuzenkind – Angeleki de Naaister -.
Het “Huldecomité Prof. Ephrem Delmotte” besliste in 1992 om een reus te maken ter blijvende aandenken aan dhr. Delmotte. Op 4 juli 1992 werd de 'reus Ephrem' geboren en gedoopt te Ronse in de aanwezigheid van de toen 87-jarige Ephrem Delmotte.
In 2000 kwam Xavier Roos op het idee om een nieuwe reus te maken dat Ronse en de Bommelsfeesten zou promoten. Als ontwerp voor deze nieuwe reus werd het bommelsstandbeeld 'Den Bonmo' dat zich bevindt voor het station van Ronse genomen. Op 23 april 2005 werd de 5de reus van Ronse – M.A.X. de Zot van Ronse – geboren en gedoopt te Ronse.
Verder blijven de Reuzendragers van Ronse, met behulp van het stadsbestuur steeds verder werken aan het behouden en versterken van de reuzencultuur in de stad. Zo werden de vier eerste reuzen (Staf de Wever, Manse de Spinster, Angeleki de Naaister en Ephrem de Beiaardier) volledig vernieuwd en mochten de reuzendragers en de reuzen van Ronse de titel van 'Vlaams Immaterieel cultureel erfgoed' ontvangen. Hiernaast nemen de reuzen nog steeds deel aan diverse activiteiten zowel in als uit Ronse. Tot slot werd de stad Ronse erkend tot 'Reusvriendelijke stad' door de federatie 'Reuzen in Vlaanderen vzw'.

#### Rupelmonde
Ook in Rupelmonde woont er sinds de 20ste eeuw een kleine reuzenfamilie, te bewonderen tijdens de jaarlijkse reuzenommegang, de eerste zondag van augustus. In de oude schipperswijk, genaamd 'Het Schelleke' wordt elk jaar een folklore weekend georganiseerd, waarbij tijdens de Schellekesfeesten verschillende oude ambachten gepresenteerd worden. In 2022 bracht minister Carles Puigdemont een werkbezoek naar aanleiding van een culturele uitwisseling met een catalaans reuzenpaar uit Santa Coloma de Gramenet.
In 1949 werd de eerste reus van de wijk geboren: de reuzin 'Philomena', naar aanleiding van de 100ste verjaardag van Philomena Van Hoyweghen. Haar echtgenoot Celestinus De Souter, een lokale schippersfiguur, werd als reus 'Celest' in het leven geroepen. Enkele jaren later zou het reuzenkoppel ook nog een zoon, 'Mercatorke '(1957), en een dochter, 'Grobelia' (1961), krijgen. In 1994 werd de reus Mercator geboren, naar aanleiding van de 400e verjaardag van het overlijden van de cartograaf Gerard Mercator.

#### Wetteren
Het oude Wetterse reuzenpaar is naamloos: iedereen noemt hen Reus en Reuzin. Hoe oud dit reuzenpaar is, is niet meer te achterhalen, maar ze behoren tot de weinige reuzen die stammen uit het Ancien regime. De oudste vermelding tot nu teruggevonden is een vermelding in de parochierekeningen van Wetteren van 1622, waar een betaling staat ingeschreven voor een herstelling van het hoofd en het lijf van de reus. Zij werden in die tijd meegedragen in de ommegang van mei en september. Nu paraderen de reuzen nog elke eerste zondag van september, met Wetteren kermis, door de straten van Wetteren. Daarnaast zijn ze ook steeds te bewonderen in de kerk van Wetteren. In 2022 vierde Wetteren de 400e verjaardag van het reuzenpaar.

### Lijst met stadsreuzen in België

#### Vlaanderen
Aalst
- Iwein van Aelst[30]
- Lauretta
- Ons Paula
- Floreken en Florisken
- Kamiel

Appels
- Boer Jef (1919, verloren gegaan)
- Miss Paling (1950, gerestaureerd in 2021)
- Reus Poschier (2015)
- Peird van Appels (1970, vernieuwd in 2022)

Beveren
- Sefken de Puitenslager
- Regina van Melsele
- Diederik en Aldegonde
- Cieske de Schipper
- Rosten Brigand
- Birken Blok
- Jodocus de Turfsteker
- Lodde de Garnalenleurster (Kieldrecht)
- 't Kallose Melkboerinneke (Kallo)
- Deken Sturm
- Prins Koven I
- Jos de Kasseidief
- Fons de Moppentapper

Borgerhout
- de Reuskens van Borgerhout, een groep van vier dwergreuzen genaamd: Reus, Reuzin, Dolfijn en Kinnebaba

Dendermonde
- Indiaan (1714; 4,45 m, 98 kg; immaterieel cultureel erfgoed)
- Mars (1648; 3,70 m, 103 kg; immaterieel cultureel erfgoed)
- Goliath (1626; 4,00 m, 100 kg; immaterieel cultureel erfgoed)
- Het Ros Beiaard (5,80 m, ruim 800 kg; immaterieel cultureel erfgoed)
- Peke Rammekeszand (1961)
- Dos Callos (1988) (1988, 3,9 m, 59 kg)[31][32][33]
- 't Peirtje van't Keur
- Reus de Kaartkoning

Duffel
- Reus (340 cm)
- Reuzin (325 cm)
- Janneke (246 cm)
- Mieke (290 cm)
- Moor en Morin (290 cm)
- Kinnebaba (200 cm)
- Nelles
- Ros Beiaard

Gavere
- Tonus Vanderbieren (°1948, Herbouwd 2017)
- Tonia Vanderbieren (°1948, Herbouwd 2017)
- Tuur “El Toro” Decabooter (°2007)
- Dame Nuje Patat (°2014)
- Carolus I (°1978)

Geraardsbergen
- Kinekebaba (18e eeuw, 250 cm) - 60 kg
- Gerarda Ghislena Agnes Frida (18e eeuw, 416 cm) - 98 kg
- Goliath (1577, 475 cm) - 122 kg[34]

Grembergen (Dendermonde)
- Ward Sigaar (°1985)
- Tarsken (°1986)
- Pauleken Den Bohemer (°1988)
- Mong Den Duivemelker (°1988)
- Cis De Melkboer (°1988)
- Florent van de Varta (°1988)
- Charlotte (°1992)
- Bosco (°1992)
- Sagien (°1993)
- Paul Den Eirenboer (°1996)
- Vriendtjen (°1997)
- Gust (°1998)
- Polliebar (paard) (°2000)
- De Floeren (°2002)
- Den Burggraaf (°2006)
- Den Vicaris (°2007)
- Polleke Chick (°2008)
- John Den Basketter (°2009)
- Bruno De Vlasbloemer (°2010)
- Frans Kat (°2011)
- Gerrit de rebel (°2011)
- Den Bult (°2012)
- Ronny Kets (°2012)
- Pal (°2013)
- De Jakken (°2013)
- Juf Martine (°2013)
- Reus Guido van Club 71 (°2015)
- De Cheet (°2017)
- De Pastoor (°2020)
- Reus van 't Lammeken (°2021)
- Meester Fons (°2024)

Halle
- Reus Vaantjesboer (en Reuzin Vaantjesboerin)
- Reus Parapluuke
- Reuzen van de Stieweg: Romeo Vandenstieweg, Juliette Vandecommerce en Rooske

Hamme-Moerzeke
- Bavo en Nele
- Hun nakomeling Sjieksken[35]

Heist
- Reuzen Pier en Wanne

Herk-De-Stad
- Pierre Vliegen (2022)[36]

Hove (Antwerpen)
- Peer De Garde[37]
- Moe Lies
- Koning Leopold III van België en koningin Astrid
- Goliath uit Ieper (ca. 1683; 7,50 m, 225 kg)

Ieper
- Minneke Poes
- Cieper

Kortrijk
- Manten en Kalle
- Emma (2018; 5,10 m, 308 kg)
- Tom van Tombroek (1985)
- Baziel (Bellegem, 1951)
- Belle (Bellegem, 1975)
- Minneke, het frivole vlassersmeisje (Bissegem, 2015, 3,5 m)
- Bertrand (Bissegem, 2017, 4 m)
- Rollo (Rollegem, 1981)

Kruibeke
- Philomena en Celest
- Mercatorke & Grobelia
- Gerardus Mercator Rupelmundanus
- Het Loze Vissertje
- De Felix

Landen (België)
- Pepijn en Gertrudis
- Pancraas (Waasmont)
- Amandus (Wezeren)
- Fons, de Ridder van Bets
- Jonker Jan (Attenhoven)
- Winandus de la Margelle (Neerlanden)
- De Vureman (Laar)
- Holleke (Ezemaal)
- De Mulder van Eliksem
- Pitsaer, de burgemeester van Rumsdorp
- Gon van Voldes (Overwinden)
- Germaine van de Wallin (Neerwinden)
- Frans van de Wolk (Wange)
- Bram de Landense Brandweerman
- Tinneke en Neske (Walshoutem)

Leopoldsburg
- De Heikapper (Heppen 1914)
- Jan Soldaat (1930)
- Mie Katoen (1935)
- Sooike (1955)
- De heks van Konterket (1987)

Lier
- Bernard
- Boeleken
- Fien Konijn
- Nelles
- Albert Horemans
- Cor de Kluts
- Wardje
- Pallieter
- Grimmara

Lochristi
- Reinaert
- Hermeline
- Koning Nobel
- Nonkel Octaaf
- Bruin de Beer
- Schele Van der Linden (Zeveneken)
- Manten en Kalle (Zaffelare) (2021, originelen uit 1931 zijn verloren gegaan)

Lokeren
- Pierre en Theresia Vrancken
- Jacobus en Jacoba Van Kerkhove
- Maurice en Liza Kassei
- Maurice Baeté
- Florentina de Gruutere & Philip Lanchals
- Barros & Babette

Mechelen
- Reus en Reuzin (15e eeuw; immaterieel cultureel erfgoed)
- Janneke, Mieke en Claeske (16e eeuw; immaterieel cultureel erfgoed)
- Ros Beiaard of 't Veergebreuderspjeid (1415)

Moerbeke-Waas
- Tone van Francipany (1952)
- Tine van Baudeloo (1961) (Tone en Tine)

Nieuwpoort
- Jan Turpin (10,40 m; 750 kg)
- Goliath (4,50 m; 80 kg)
- Griete (4,50 m; 80 kg)
- dochter Rosalinde (1,80 m; 35 kg)
- Puuptje (1,80 m; 35 kg)
- Hendrik Geeraert (4,50 m; 80 kg)
- Karel Cogge (4,50 m; 80 kg)
- Jacqueline de heks (4,50 m; 80 kg)

Ninove
- Doeken
- Doeka
- Geeraard Lavendel (zoon van Doeken en Doeka)
- Bockstael (1988) (gebaseerd op Frans Branckaert)
- Sint-Pieter
- Mandus (Ezel) (in 2011 volledig gerestaureerd)
- Hansken Den Belleman (2015) (gebaseerd op Hans Van Laethem)
- Wannes en Wanna (‘ de wortelkrabbers’) (1948-1971, verloren gegaan)
- Mangske de verstoteling (verloren gegaan)

Oudegem
- Petatje op ezeltje Anatool
- Jef Scheirs
- Pierre Vertongen
- Theo Cool (2013)
- Justus de Harduyn (2022)

Overmere
- Philippo (1937; 3,20 m)
- Isabella (1937; 3,20 m)
- Philippe (Wereldtentoonstelling 1958; 1,60 m)

Poperinge
- Cyrus (1947; 5,90 m, 120 kg)
- Désiré le Potier uit Rebaix (° augustus 1995; 123 kg)

Roeselare
- Rolarius (voor 1933)
- Carlotta Vulgo (1933)
- Mane, het kind van Carlotta Vulgo en Rolarius (1934)
- Zonnekin (1935)
- tante Babille (1935)
- Koba van 't Fort
- Langemarksken uit d'oude Mote
- Roobaert

Ronse
- M.A.X. de Zot van Ronse (°2005; 4,35 m, 100 kg)
- Staf de Wever (1952; 3,70 m, 50 kg)
- Manse de Spinster (1952; 3,50 m, 45 kg)
- Angeleki de Naaister (1956; 3,30 m, 40 kg)
- Ephrem de Beiaardier (1992; 3,70 m, 55 kg)

Rupelmonde
- Celest
- Philomena
- Mercatorke
- Grobelia
- Mercator

Sint-Gillis-Waas
- Dokus
- Keizer Luc I
- Mandus de Smid
- Schipper
- Pépé Jef Suisse
- Piet Pijp en Stef van de Visser
- Roosje (dochter van Piet Pijp en Stef van de Visser)
- Peerke den Herder

Sint-Niklaas
- Sinterklaas (ruim 5 m, 100 kg) en Zwarte Piet
- Janneke en Mieke
- Melchior, Caspar en Balthasar
- Zwarte Piet of Nicodemus
- Raf en Germaine
- Hun zoon Jules Kabas
- Leon de Champetter en Fie Kapel
- Frassati
- Reinaert

Sint-Lievens-Houtem
- Bacchus en Bacchante (1969)
- Linus

Stekene
- Reintje Vos

Temse
- Reus Keizer Karel I (Steendorp)
- Den Toeter
- Wan Trien
- Rosse Jo

Tienen
- Jan (genoemd naar Jan Peter Wauters[40] en Mie
- Tiske en Nieke
- Draak Oswaldus
- Sint-Maarten te paard

Tildonk
- Jan en Babs, patroonheiligen[41]

Turnhout
Anno 2025, 45 reuzen waaronder:
- Mietje Botermelk[11]
- Pietje Facteur[11]

Waasmunster
- Grote Miel
- Jos en Marie Schollekes

Wetteren
- Reus en Reuzin (ca. 1622)
- Piroen en Cesarine (ca. 1900)
- Poliet en Liza (1949)
- Jaek de Pompier (1955)
- Jabbe (2011, Jabeke)
- Diederik en Beatrijs (2014, Massemen)

Wuustwezel
- Sterke Peer (1978)

Zandhoven
- Berga, Stoffel en Chareltje

Zele
- Pitjemoer

Zottegem
- Cambrinus en Cambrina (1880), Sotto en Johanna (1963), Leo en Trees (1975), Miele (2018)

Zwevezele
- Boutje Draainagel

#### Wallonië

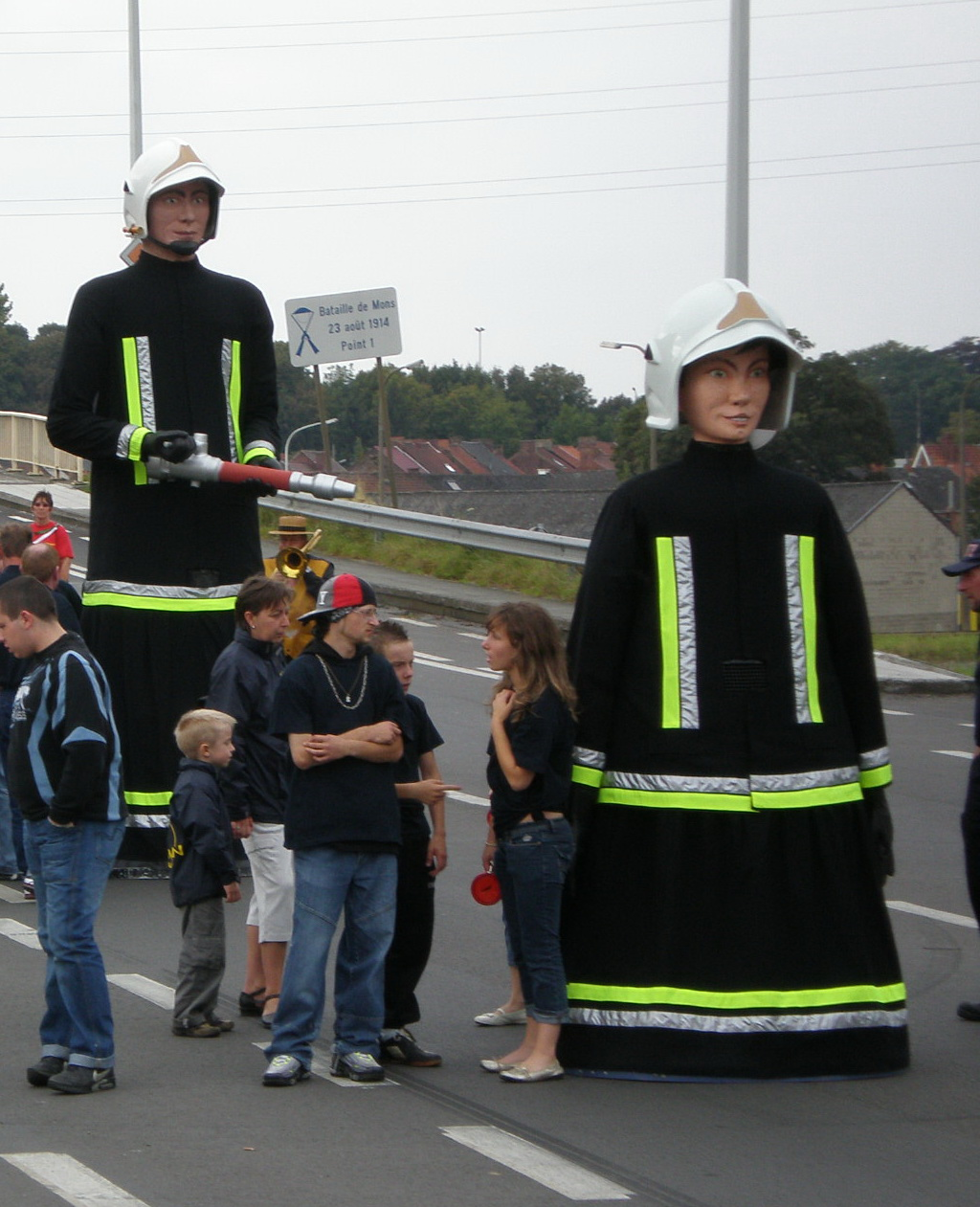
Reus Pimpon uit Lessines
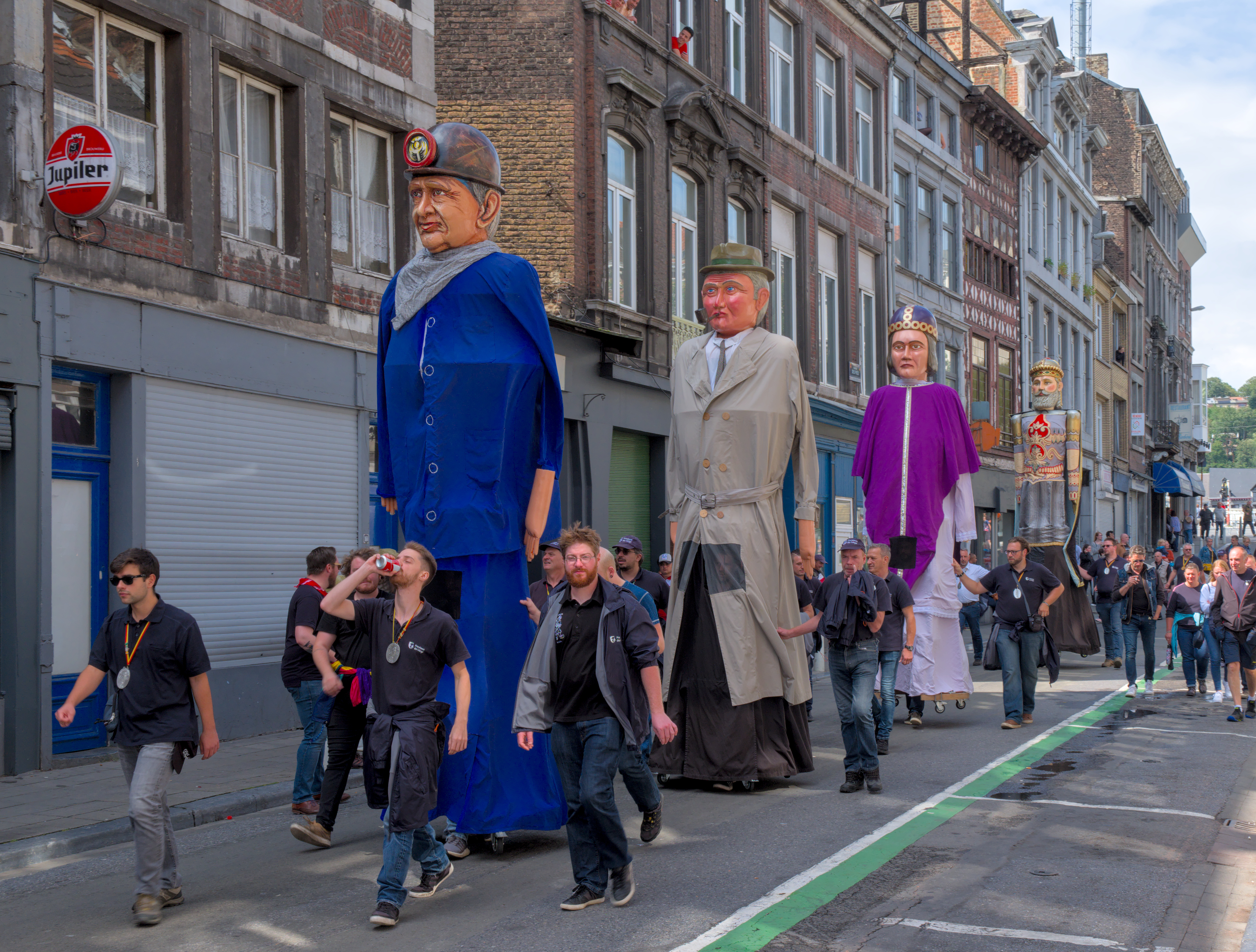
Stadsreuzen in Luik: mijnwerker, Maigret, Notger en Karel de Grote
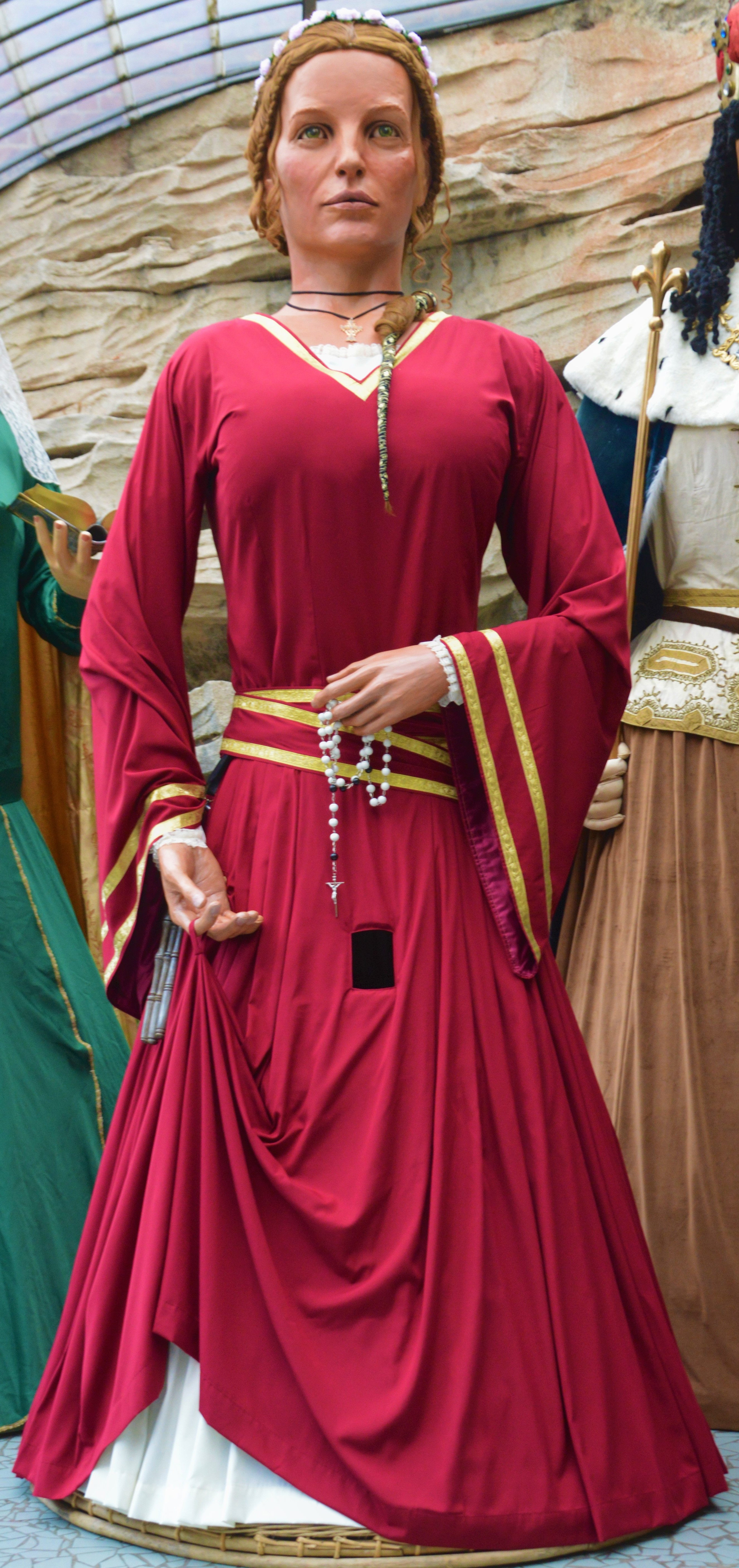
Alix van Namen, gehuwd in Ath met Graaf Boudewijn IV van Henegouwen in 2023.
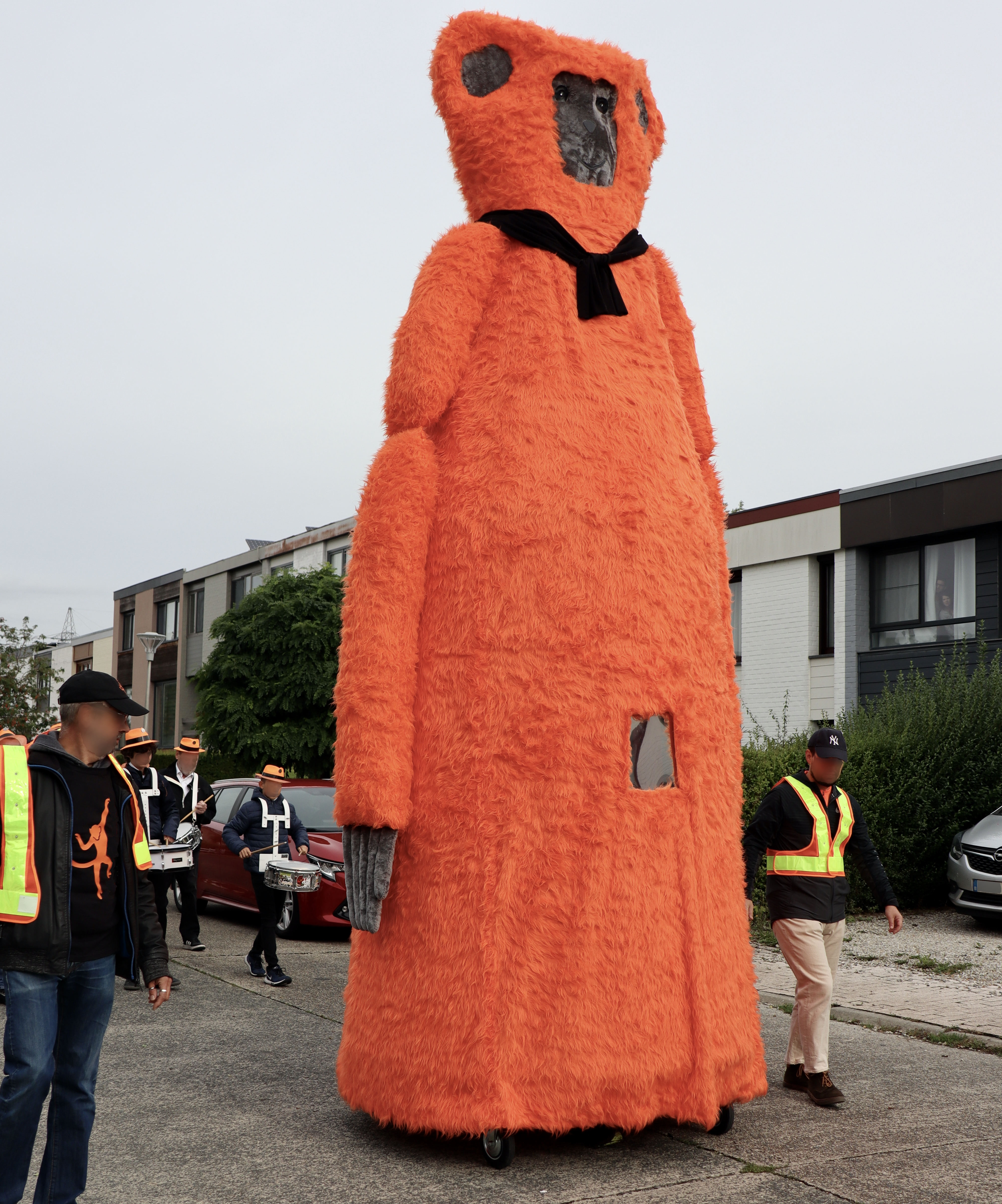
Eerste uitstap van Mettekoe in 2022

Aat
- - Mademoiselle Victoire (1860; 4,07 m, 132 kg; immaterieel cultureel erfgoed)
  - Samson (1679; 4,30 m, 127 kg; immaterieel cultureel erfgoed)
  - Ambiorix (18e eeuw; 3,75 m, 129 kg; immaterieel cultureel erfgoed)
  - Goliath (ca. 1481; 4 m, 126 kg; immaterieel cultureel erfgoed)
  - Mevrouw Goliath (1715; 3,75 m, 112 kg; immaterieel cultureel erfgoed)
  - 't Ros Beiaard (6,30 m, 800 kg; immaterieel cultureel erfgoed)
  - Coupi (+ 4 m)
- Alix de Namur
- graaf Boudewijn IV
- Sebastien de Tramasure
- Eerwaarde Hennepin
- Lettelingen
  - Mettekoe
- Maarschalk Vauban
- Pimpon et Cadet-Pimpon (Lessines)
- René Magritte (Lessines)

Luik
- - Tchantchès
  - Nanesse
  - Karel de Grote
  - Prins-bisschop Notger
  - Commissaris Maigret

Doornik
- - koning Lodewijk XIV
  - Koningin Doornik (Reine de Tournay)
  - koning Chlovis

#### Frans-Vlaanderen

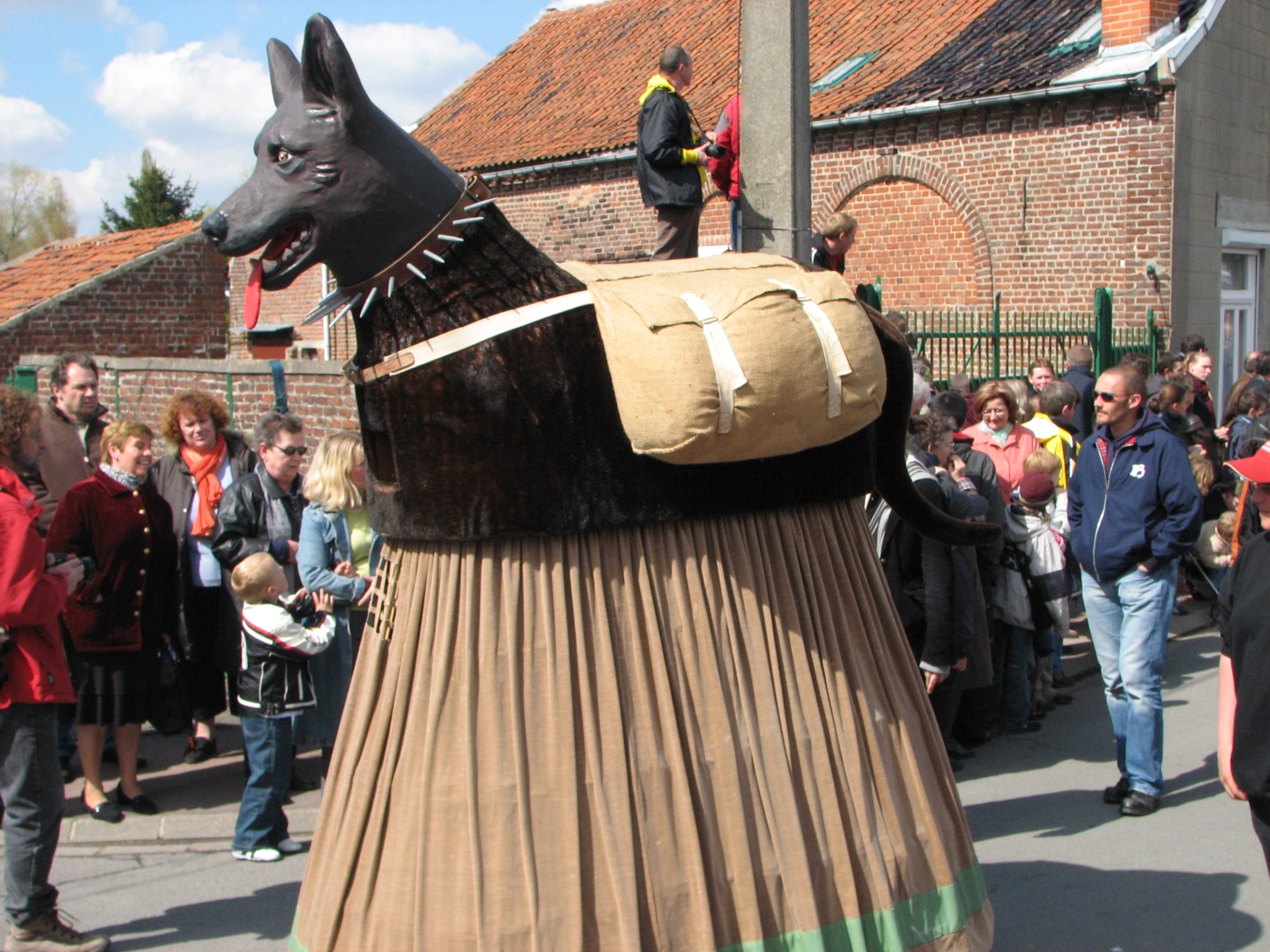
Dick de douanehond, Godewaersvelde
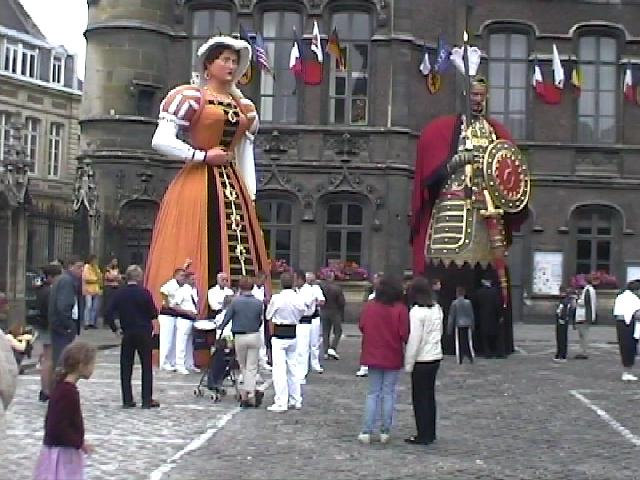
Reuzegom Gayant en Marie Cagenon uit Douai, erkend als immaterieel cultureel erfgoed met vooraan de reuzengilde in wit uniform.
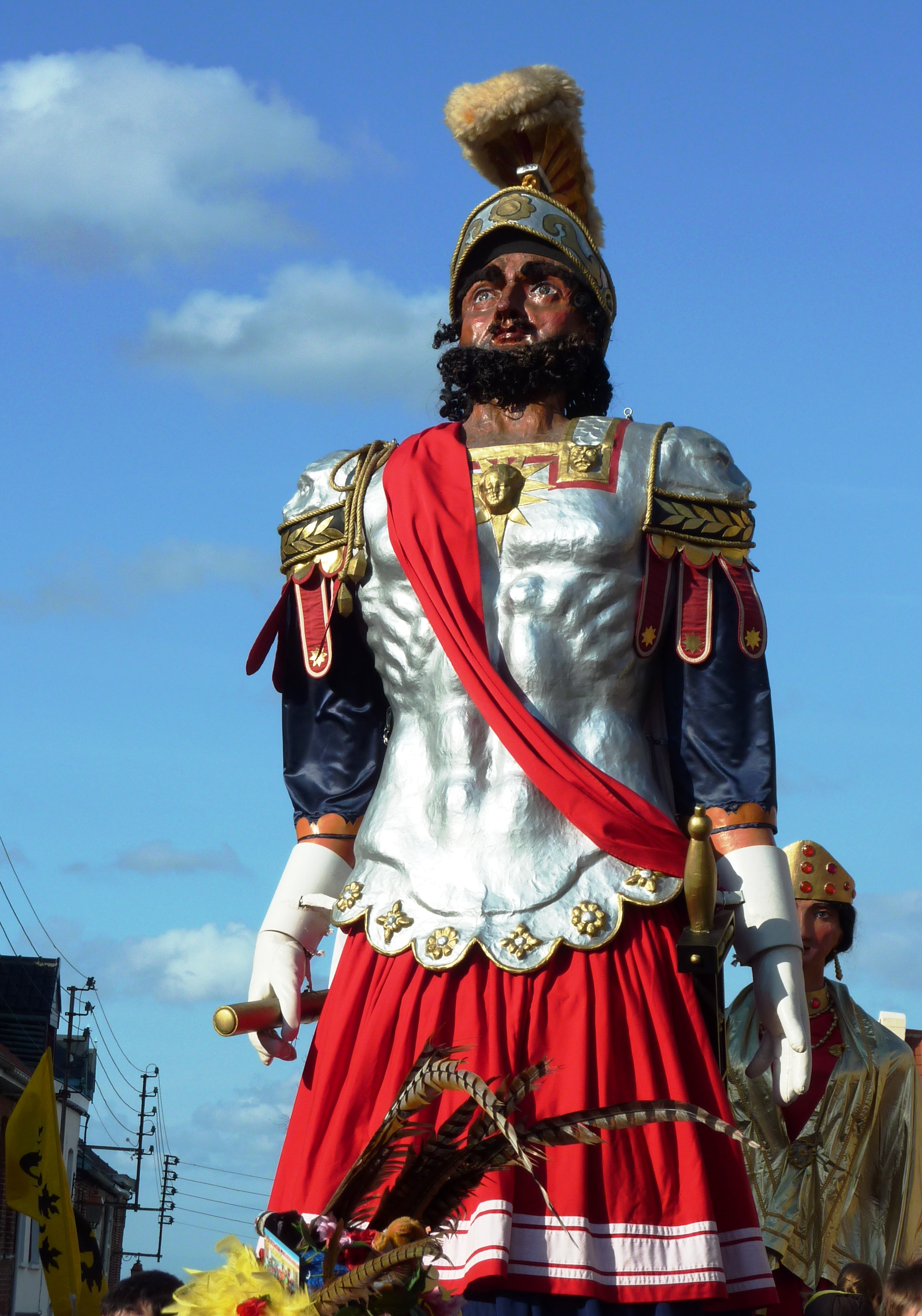
Reuze-Papa (625 cm - 83 kg) uit Kassel,erkend als immaterieel cultureel erfgoed tijdens het Carnaval van Paasmaandag.
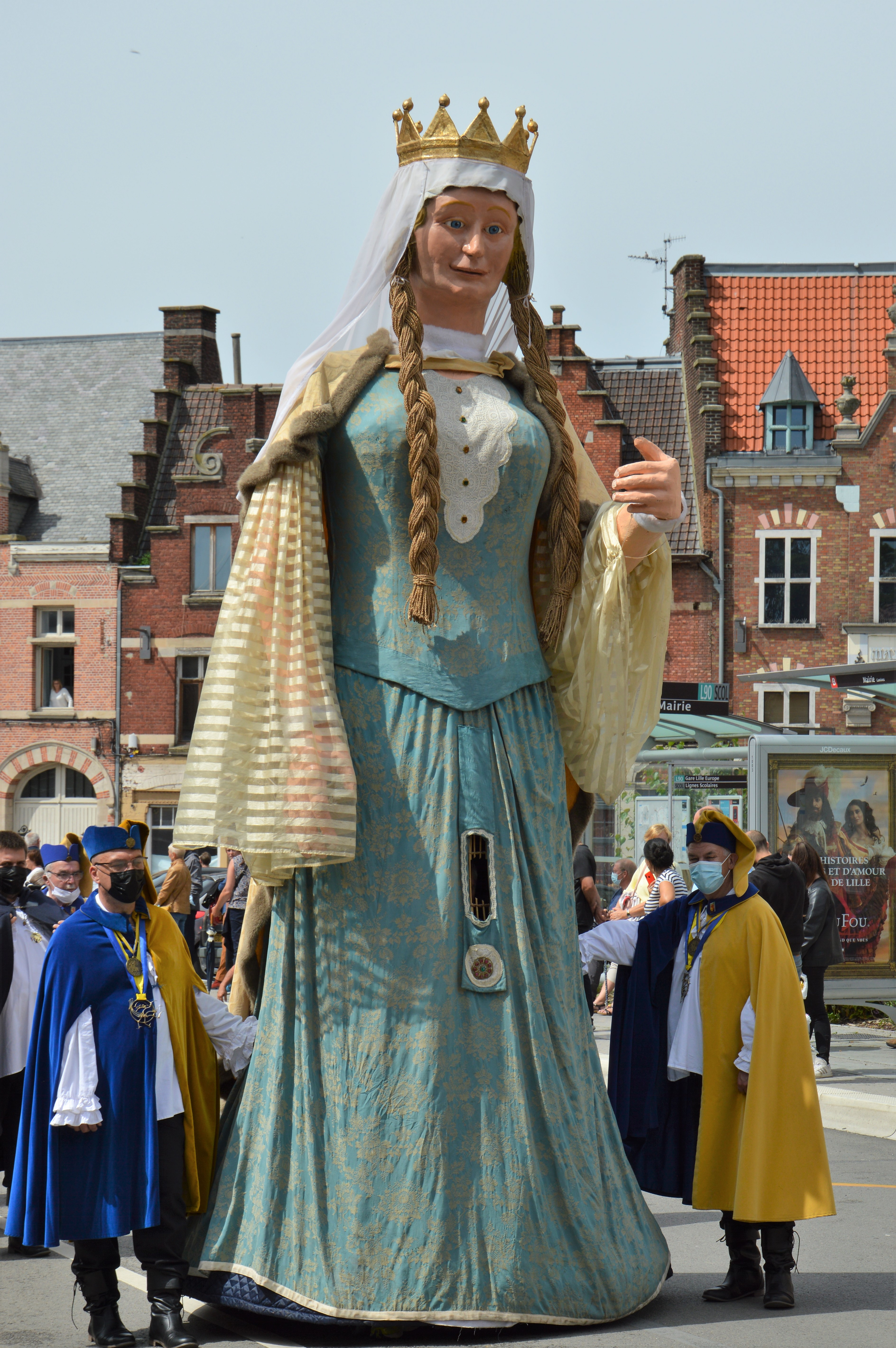
gravin Joanna van Constantinople, Marquette-Lez-Lille

Ieder jaar trekt er in enkele Frans-Vlaamse steden een reuzenstoet door de straten. De reuzen hier zijn afkomstig uit de oude Vlaamse traditie.
- Colas en Jacqueline uit Arras
- Uit Douai
  - Gayant
  - Marie Cageno
- Uit Kassel
  - Reuze-Papa (625 cm, 83 kg)
  - Reuze Maman (immaterieel cultureel erfgoed)
- Jean le Bûcheron uit Steenvoorde

## Nederland
Nederland kende tijdens het folklorejaar 2005 zeventien stadsreuzen. Nederland is niet bekend met deze folklore; de meeste reuzen zijn nog zeer jong. Gemeenten met eigen reuzen zijn onder meer Bergen op Zoom, Reuzengilde Gigantius uit Maastricht, Venlo, Losser, Roermond, Oisterwijk (drie reuzen) en Boxtel. De gemeente Tilburg heeft sinds 2006 ook drie stadsreuzen. Ook Rotterdam is voor iedere deelgemeente karakteristieke reuzen aan het ontwikkelen. Sinds 4 augustus 2010 staat ook stadsreus 'Jantje van Sluis' officieel geregistreerd in het bevolkingsregister van de gemeente Sluis.
- Tiel: Maaike en Kriekske (reuzenpoppenpaar dat in 1939 ter gelegenheid van het twintigjarig bestaan van de Tielse VVV werd gecreëerd en sinds 1961 een prominente rol speelt tijdens het jaarlijkse Fruitcorso[43])
- Boxtel: Jas de Keistamper
- Liempde: Hanne mi de Moor
- Bergen op Zoom: Jan met de lippen, Trui van de toren, Toontje en Marieke
- Oisterwijk: Peer Paorel, Gèèselse Ermelindes, Heukelomse Mie
- Heerlen: Lucius[44][45]
- Maastricht: Gigantius
- Gilze: Gullemoei
- Venlo: Valuas (Flujas in de volksmond) en zijn vrouw Guntrud (sinds omstreeks 1740)
- Roermond: Sjtuf (St. Christoffel met Kind op schouder)[46][47]
- Tilburg kent drie stadsreuzen die ieder een van de stadskernen van voor de gemeentelijke herindeling vertegenwoordigen: Fraans Krèùk, uitbeeldend de bekende Tilburgse Tonpraoter Frans Verbunt, voor Udenhout de Uunentse Broeder en voor Berkel-Enschot een voor Nederland unieke reus met twee gezichten, die van Sint-Willebrord en Sint-Caecilia. Daarnaast werden er op 28 december 2011 twee reuzenkinderen, Koosje en Koosje, geboren. Zij komen voort uit de folklore rond "Onnozele kinderen". Deze twee werden op 30 april 2012 gedoopt. De peter en meter komen uit Landen in België.

## Spanje

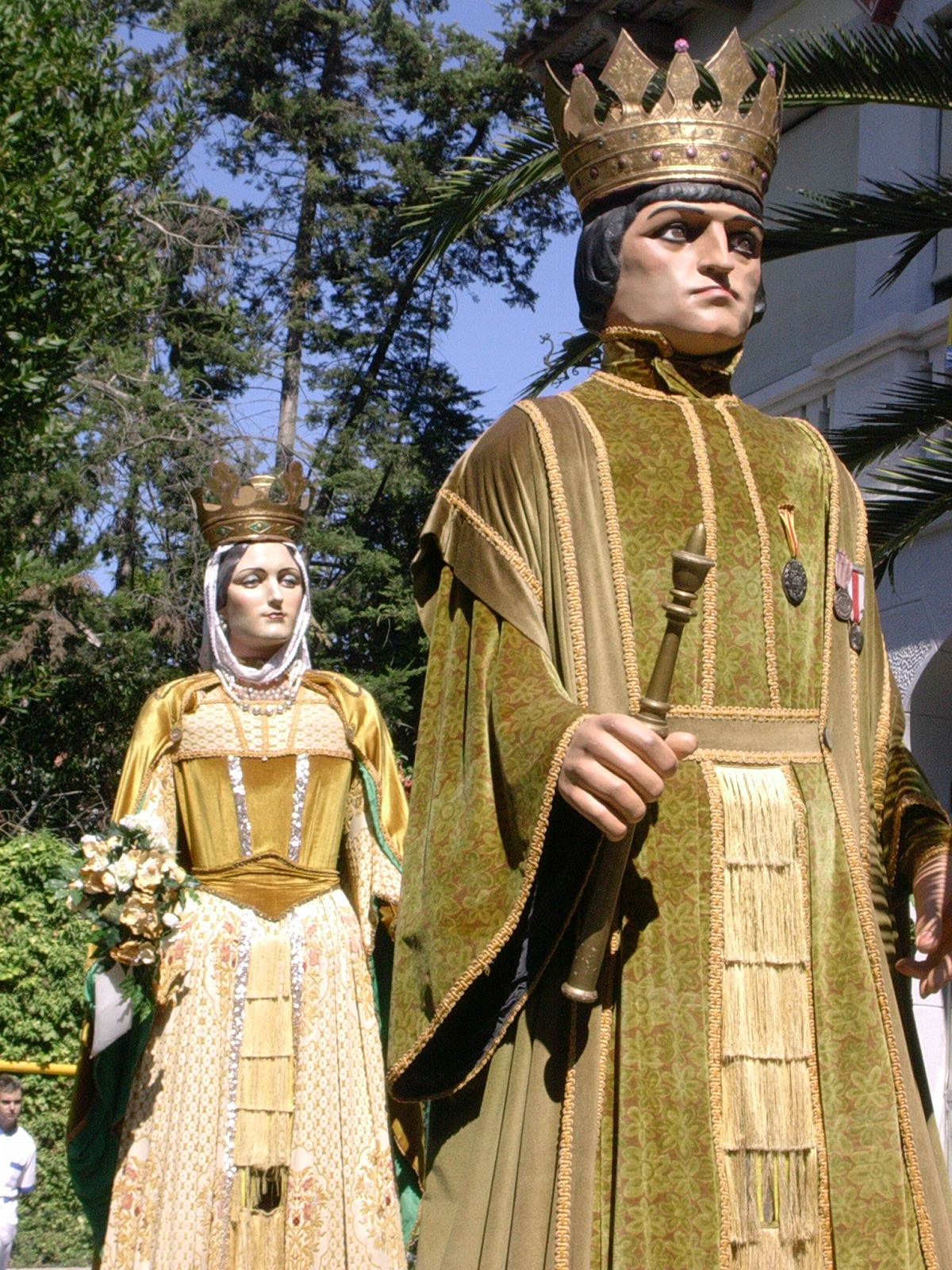
Ferdinand en Isabella uit Igualada

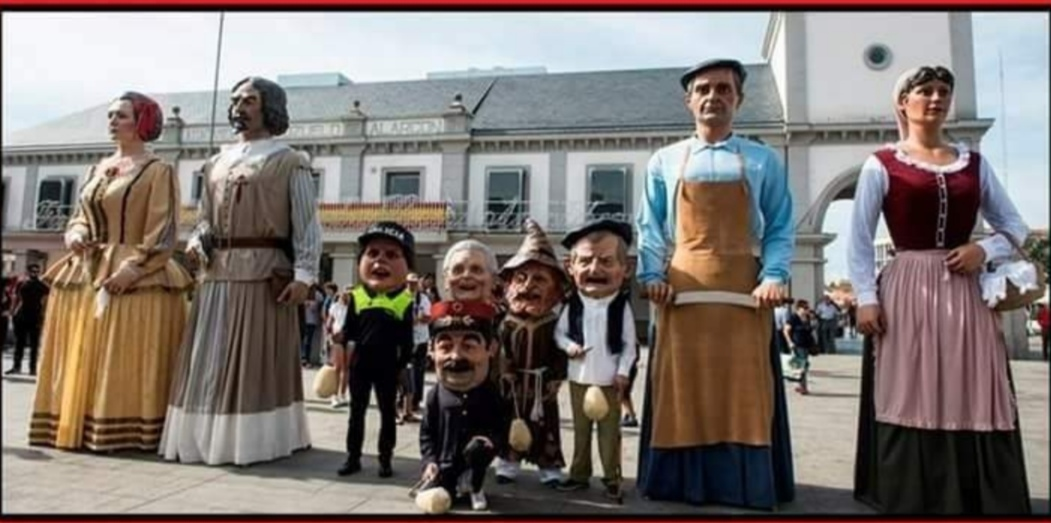
Reuzen en reuzenhoofden (cabezudos) uit Pozuelo de Alarcón, Spanje

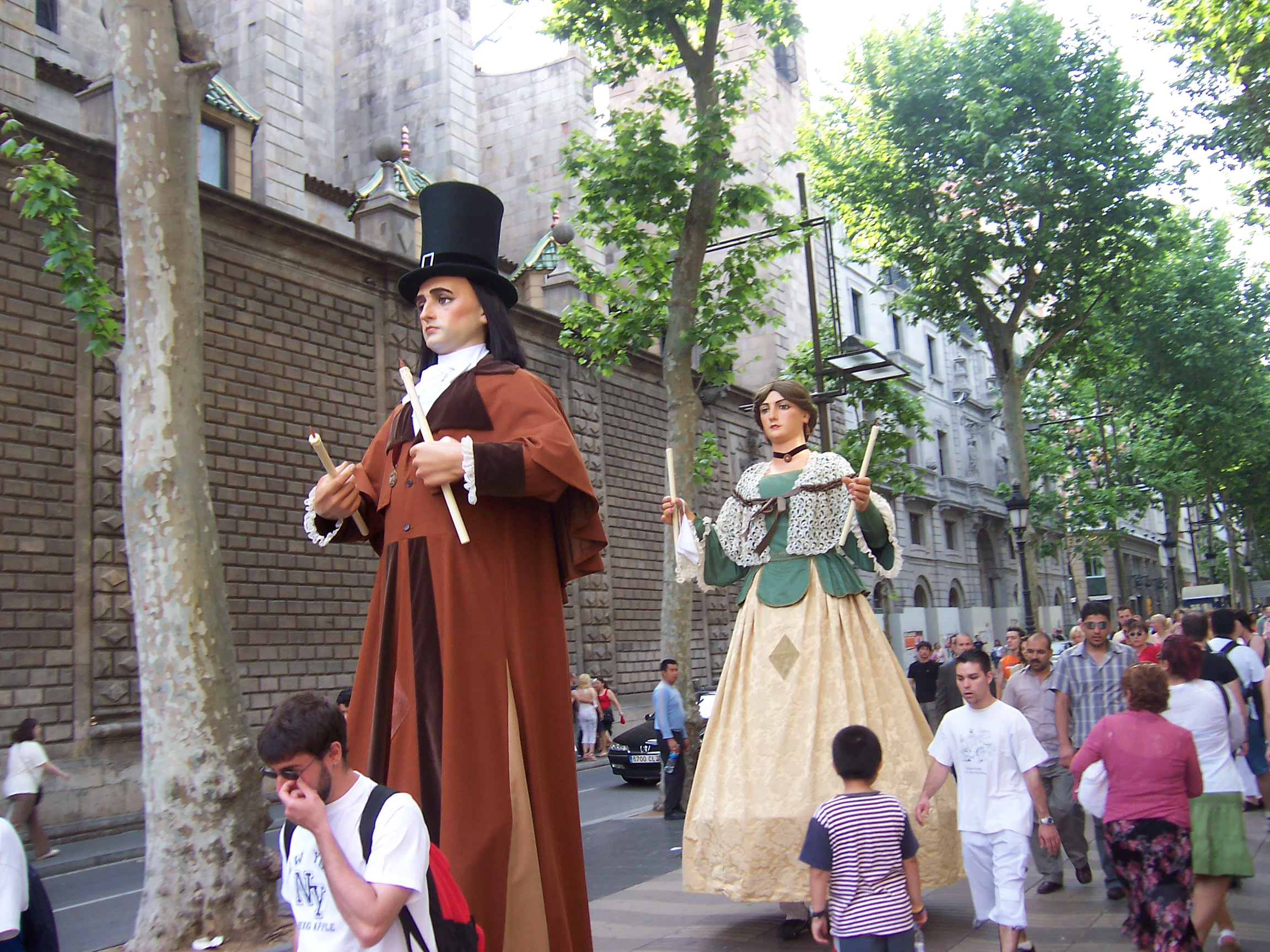
Reuzenpaar Hereu en zijn vrouw Borda, beide uit 1919, Casa de la Caritat, Barcelona, tijdens een wandeling op de Ramblas

### Catalonie
In Catalonië zijn er thans een kleine honderd reuzen bewaard die uit de 19de eeuw stammen en beschermd erfgoed zijn. Hieronder bevinden zich het beroemde reuzenechtpaar Indis de Reus (Indi en zijn vrouw India; ca. 110 kg, 373 cm, geb. in 1805), het paar uit Badalona (Anastasi en Maria; ca. 400 cm, geb. 1858), het keizerlijke reuzenpaar Marcus Antonius en koningin Cleopatra uit Lleida (70 kg, ca. 340 cm, geb. 1840) en het oude (ca. 320 cm, geb. 1866) en nieuwe (1891) reuzenpaar van de Patum in Berga. In 2015 gaf de Generalitat de Catalunya een studie uit: "Catalogus van de Honderdjarige reuzen uit Catalonië".
Barcelona
Sommige reuzen worden permanent opgesteld in het Casa de los Entremeses. De stadsreuzen zijn gerestaureerd door Manel Casserras i Boix.
- Koning Jacobus (Jaume I el Conqueridor) I van Aragón - oorspr. 1424, thans 1992
- Koningin Violant van Hongarije - oorspr. 1424, thans 1992
- Bou de Sant Just (Stier) - 1993, 40 kg
- Griu (Griffoen)
- Lleo (Leeuw)
- Cuca Fera (Tarasca - Bijtschildpad)
- Josep Oriol (Heilige) - geb. 1858 (280 cm, 30 kg)
- Hereu - geb. 1919 (350 cm, ca. 50 kg)
- Borda - geb. 1919 (310 cm, 50 kg)
- Eulàlia (Heilige)
- koning Gaudí
- Koningin la Pedrera
- Goliath (1424)
- Mustafà - 1601, thans 1986 (480 cm, ca. 100kg)
- Elisenda - ca. 1700, thans 1987 (470 cm, ca. 95 kg)
- Koning Salomon - 1880, thans 2002
- Koningin van Sheba - 2002

### Madrid
- El Julián y la Mari Pepa
- koning Alfonso VI
- Latina
- El Alcalde de Móstoles
- Manuela Malasaña